# Osaka Metro中央線
中央線（ちゅうおうせん）は、大阪府大阪市此花区の夢洲駅から大阪府東大阪市の長田駅までを結ぶ大阪市高速電気軌道（Osaka Metro）の路線。正式名称は大阪市高速電気軌道第4号線と称し、『鉄道要覧』では4号線（中央線）と記載されている。駅番号を表す際に用いられる路線記号は「C」。
路線愛称の由来は中央大通の地下を走ることから。ラインカラーは大阪城公園の木々をイメージした緑（スペクトリウムグリーン ）である。
なお、大阪市交通局（大阪市営地下鉄）時代に近畿日本鉄道（近鉄）のけいはんな線の学研奈良登美ヶ丘駅までの開通・相互直通運転実施を機に、同路線と併せて「ゆめはんな」の愛称が付けられたが、案内上使用されておらず、Osaka Metroへの民営化時に引き継がれたかどうかは定かでは無い。

## 概要
大阪市中心部の船場のほぼ中央を横断する中央大通に沿って走り、大阪港に至る。森ノ宮駅前から本町通と分岐する城南交差点までの区間で大阪城公園の南縁を走っている。1961年（昭和36年）に一部区間が開通して以来、大阪市街の東西方向の交通を担っている。2005年（平成17年）にコスモスクエア駅 - 大阪港駅間の運営が大阪港トランスポートシステム (OTS) から大阪市交通局に移管されて同区間が中央線に編入（後述）されてからは、南港ポートタウン線（ニュートラム）を含めたOsaka Metroのすべての路線との乗り換えが可能な唯一の路線となっている。他の地下路線との交差部分は、コスモスクエア駅の南港ポートタウン線、本町駅の御堂筋線・四つ橋線や堺筋本町駅の堺筋線は中央線が下を、このほかは中央線が上を通っている。
2004年度当時の大阪市営地下鉄の各線で利用者数5位だったが、中央線の利用者が増え、四つ橋線は利用者が減少したことから、2010年度には四つ橋線を抜き4位になった。また、2008年度の経常収支では御堂筋線、谷町線に次ぐ黒字を達成している（大阪市営地下鉄の経営状況も参照）。大阪市街において南側の千日前通を走る阪神なんば線・近鉄難波線・近鉄奈良線とは、近鉄が乗り入れている路線同士でありながら九条駅 - 生駒駅間で競合関係にあるが、両路線間では路線の使命が異なるため、本格的な競争は行っていない。
2025年の万国博覧会として開催される2025年日本国際博覧会（大阪・関西万博）では夢洲が会場となることから、コスモスクエア駅から夢洲駅まで延伸し万博会場へのアクセス鉄道にもなる（夢洲への延伸開業も参照）。また、万博開催に間に合わせる形で2024年までにワンマン運転に向けて定位置停止装置（TASC）や可動式ホーム柵（ホームドア）の導入が実施され、2025年2月11日よりワンマン運転が実施されることになった。
他にも森之宮検車場への車庫線を2028年春に旅客化する計画がある（支線計画も参照）。
Osaka Metroの駅番号は原則として起点駅を11としているが、コスモスクエア駅 - 大阪港駅間が大阪港トランスポートシステムから編入されたという経緯により、大阪港駅の駅番号が11で、コスモスクエア駅の駅番号が10となっている。また、この歴史的経緯により、中央線として延伸された夢洲駅の駅番号が09となっているほか、距離を示すキロポストが2つに分かれている（矢印の方向にキロ数が増える）。
- 夢洲駅←（南港ポートタウン線中ふ頭駅←）コスモスクエア駅←大阪港駅：OTSの南港・港区連絡線として開通した区間を大阪港起点でキロポストを打っているため。
- 大阪港駅→長田駅：大阪港起点でキロポストを打っているため。

御堂筋線や谷町線とは異なり、「女性専用車両」の設定はない。
南港ポートタウン線と同じく軌道法による軌道区間と鉄道事業法による鉄道区間にまたがる。OTSから移管されたコスモスクエア駅 - 大阪港駅間および後に開業した夢洲駅 - コスモスクエア駅間が鉄道事業法による鉄道なのは、同区間の大阪港咲洲トンネル・夢咲トンネルが道路法の道路ではなく港湾法で建設された港湾道路だからである。
他の区間は軌道法による軌道区間で、大阪港駅 - 朝潮橋駅間が一般国道172号、朝潮橋駅 - 深江橋駅間が大阪市道築港深江線、深江橋駅 - 長田駅間が一般国道308号の一部として建設されている。

## 路線データ
- 管轄・路線距離（実キロ）：全長 21.1 km（営業キロ（運賃計算キロ）も同じ）
  - 大阪港トランスポートシステム（第一種鉄道事業）・大阪市高速電気軌道（第二種鉄道事業）[8]
    - 夢洲駅 - コスモスクエア駅間 3.2 km

  - 大阪市高速電気軌道（第二種鉄道事業）・大阪港トランスポートシステム（第三種鉄道事業）
    - コスモスクエア駅 - 大阪港駅間 2.4 km

  - 大阪市高速電気軌道（軌道事業）
    - 大阪港駅 - 長田駅間 15.5 km
- 軌間：1435 mm
- 駅数：15駅（起終点駅含む）
- 複線区間：全線
- 電化区間：全線電化（直流 750 V・第三軌条方式）
- 地上区間：大阪港駅 - 九条駅間
- 閉塞方式：自動閉塞式
- 保安装置：
  - 夢洲駅 - 大阪港駅間 車内信号式 (CS-ATC, ATO)[注 5]
  - 大阪港駅 - 長田駅間 WS-ATC, TASC[6]
- 最高速度：
  - 夢洲駅 - 大阪港駅間 95 km/h[1][2]
  - 大阪港駅 - 長田駅間 70 km/h[3]
- 最大編成両数：6両（1984年 - ）
- ホーム最大対応編成両数：8両
- 車内案内装置設置率：100%
- 混雑率（コスモスクエア方面行き）：128%（2023年度：森ノ宮駅→谷町四丁目駅間）[9]
- 混雑率（長田・学研奈良登美ヶ丘方面行き）：86%（2023年度：本町駅→堺筋本町駅間）[9]

## 沿線概況
始点の夢洲駅を出ると道路併用トンネルである夢咲トンネルを通り、コスモスクエア駅に着く。このトンネルは箇体部分を先に地上で造り、それを海底に沈めてつなぎ合わせる沈埋工法で建設された。コスモスクエア駅は南港ポートタウン線（ニュートラム）と接続しており、中央線は地下2階から発着している。同駅を出て北東に進み、夢咲トンネルと同じく沈埋工法で建設された道路併用トンネルである大阪港咲洲トンネルを通る。大阪港咲洲トンネルを出て高架線に入ると大阪港駅に到着する。駅周辺は大阪港（築港地区）として大阪で最初に完成した港であり、明石海峡大橋の開通前は淡路島や四国方面へ向かう高速船とも接続していた。平成に入ってからは海遊館などがある天保山ハーバービレッジなどが開業し、大阪におけるウォーターフロント開発の一大拠点となっている。
大阪港駅手前から東、阿波座駅手前までは高架線で、朝潮橋駅の手前までみなと通（国道172号）の、朝潮橋駅から阿波座駅の手前まで中央大通（大阪市道築港深江線）の中央分離帯上を進んでいく。この区間を高架とした理由は、浸水被害の可能性（当時は台風や高潮による浸水に何度も見舞われていたほか、江戸時代には南海地震による津波被害を受けたこともあった）、地盤沈下への対策（不等沈下によりトンネルに高低差ができ、排水が困難になる）、地層が大量の塩分を含むシルト層であったことである。地盤沈下対策のため高架部分はラーメン構造にせず、PC桁を連続して架設している。
大阪港駅を出ると、天保山運河を渡りながら阪神高速道路天保山ジャンクションの下を通る。かつてはこの付近で大阪臨港線とも立体交差していた（今でもその部分は鋼桁のままである）。さらに高架線を進み、左手に八幡屋公園（大阪市中央体育館・大阪プール）が見えると、左にカーブしてみなと通（国道172号）と分かれ、高架線が中央大通に入ったところで朝潮橋駅に到着する。駅の南東側（みなと通側）にはかつて港検車場があり、単線分岐していた。朝潮橋駅を出ると北西側から阪神高速16号大阪港線の高架が頭上に覆い被さり、一体化した高架区間を走行する。右にカーブして進むと、JR大阪環状線と接続する弁天町駅で、ホームはJRをまたぐ形の高々架で阪神高速17号西大阪線・国道43号の上にある。そのまま進むと、阪神なんば線と接続する九条駅に到着する。しばらく進むと右にカーブして、進路が北東からほぼ東に変わる。木津川を渡った先で地下に入ると、千日前線と接続する阿波座駅に到着する。駅西側の地下線進入口には防潮扉がある。
阿波座駅から東の地下区間は、中央大通の下を通る。同通と併行して、阪神高速16号大阪港線、13号東大阪線が真上の高架部分を走る。
阿波座駅の東で千日前線との連絡線と合流し、四つ橋線との連絡線分岐点を過ぎる。上下線が広く分かれたところで御堂筋線・四つ橋線と接続する本町駅に、続いて堺筋線と接続する堺筋本町駅に到着する。本町駅から堺筋本町駅にかけては古くから大阪の中心として栄えた船場にあたり、現在も周辺は中心業務地区の一つとしてオフィス街になっている。中央線も船場センタービルの真下を走る。堺筋本町駅の東で東横堀川をくぐり、しばらく東進すると、谷町線と接続する谷町四丁目駅に到着する。駅周辺は大阪城の西（大手前）に広がる官庁街で、同駅は大阪府庁本庁舎、大阪府警察本部庁舎のほか、NHK大阪放送局、国立病院大阪医療センター、難波宮跡の最寄り駅である。谷町線への連絡線と合流し、大阪城公園の南縁付近を東に進むと、長堀鶴見緑地線・JR大阪環状線と接続する森ノ宮駅に到着する。駅の北東側には中央線のほかに谷町線・千日前線の車両の検査などを担当する森之宮検車場と、JR大阪環状線の車両基地である吹田総合車両所森ノ宮支所がある。
さらに東に進み平野川をくぐると今里筋線と接続する緑橋駅に、さらに平野川分水路（城東運河）をくぐると深江橋駅に到着する。国道308号の地下となり東大阪市に入ると、JRおおさか東線高井田中央駅と接続する高井田駅を過ぎ、長瀬川と第二寝屋川の下を通って、終点の長田駅に到着する。中央線は同駅が終点であるが、一部を除くほぼ全列車が近鉄けいはんな線生駒駅・学研奈良登美ヶ丘駅に直通する。

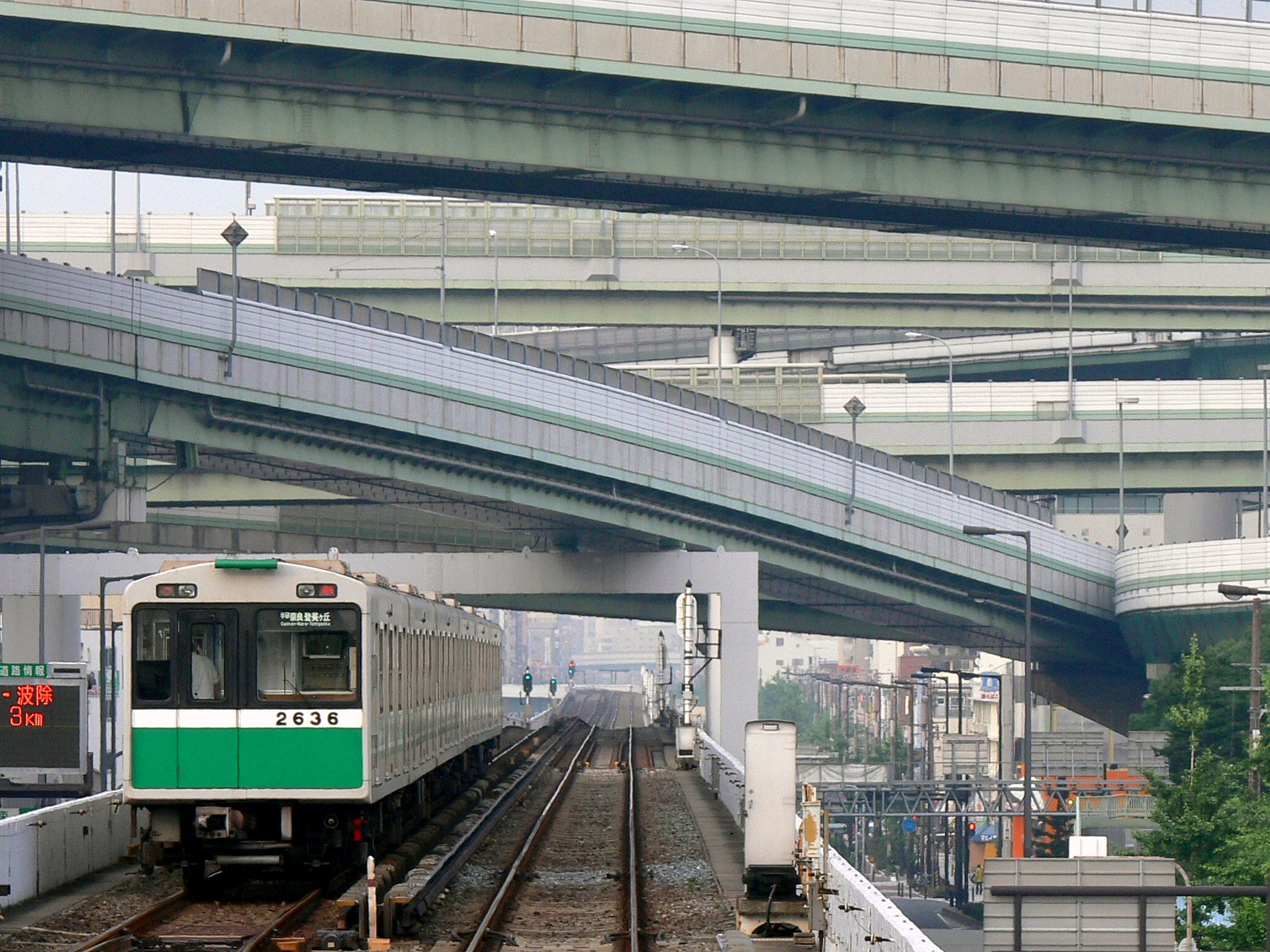
大阪港駅付近を走行する20系電車。上は阪神高速道路の天保山ジャンクション。 （2006年6月28日）
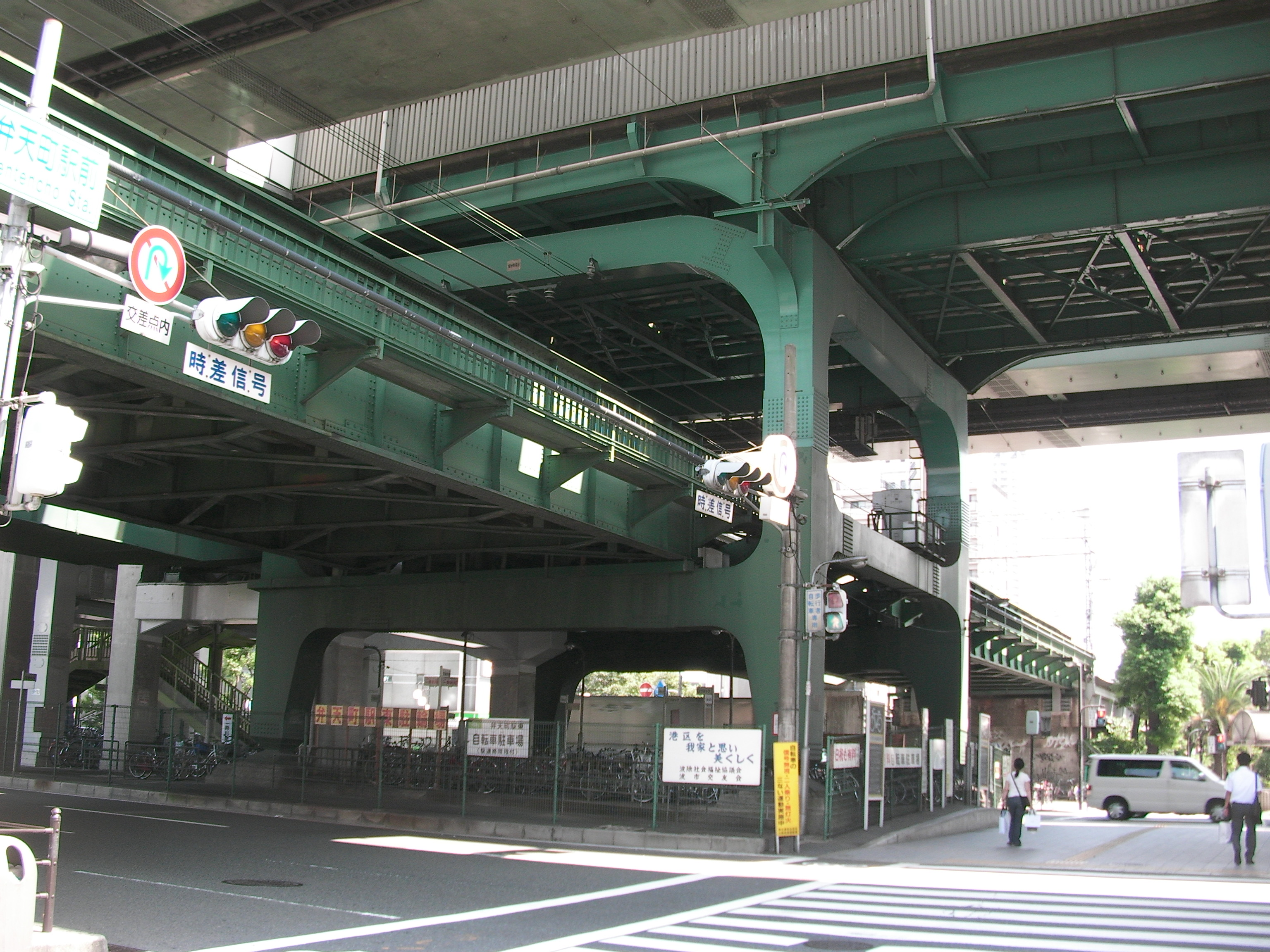
弁天町駅における大阪環状線（下）と中央線（上）の交差部分。橋脚の共有は交通局側が申し入れ、共同で設計された。 （2010年8月21日）
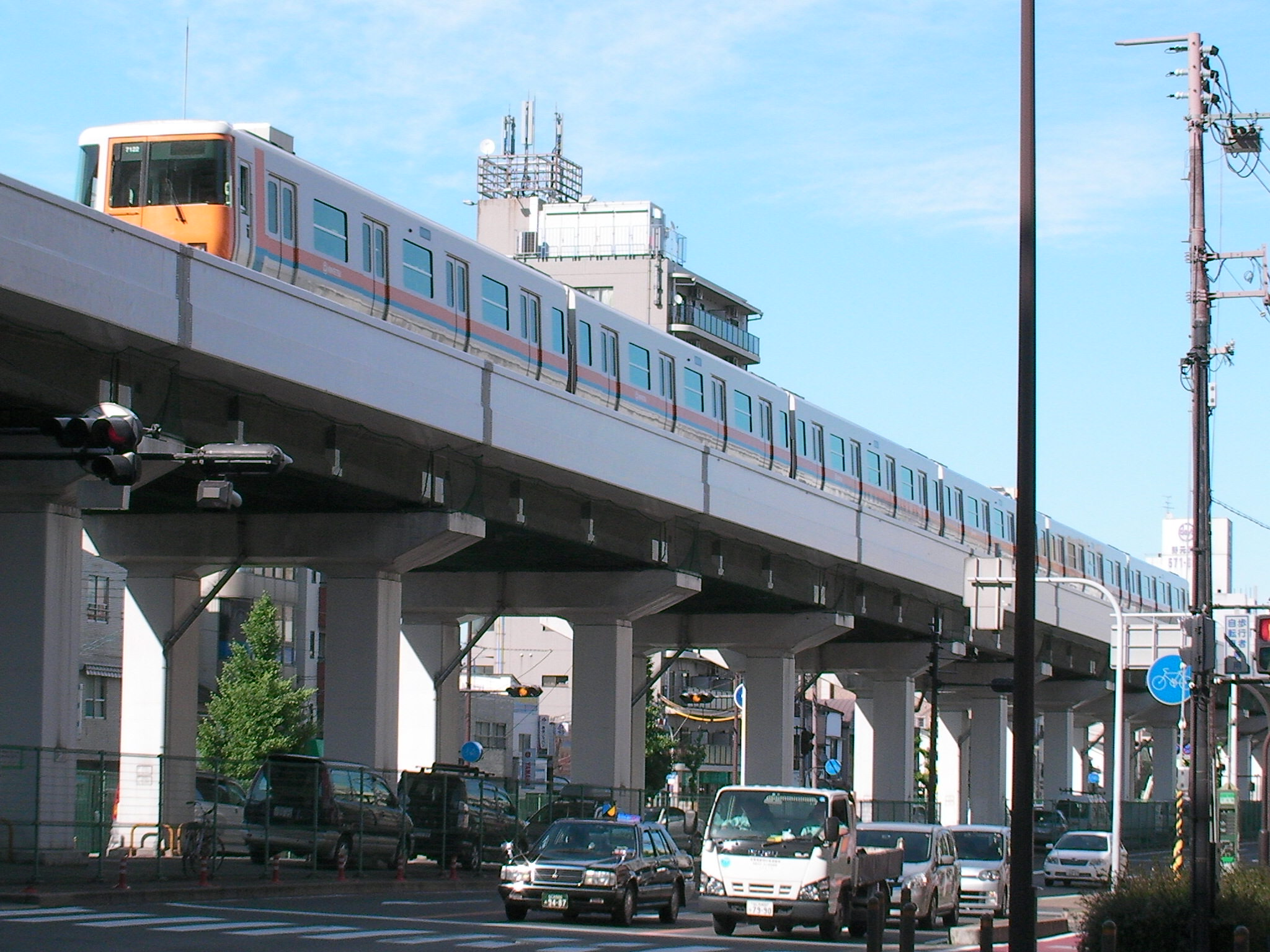
大阪港駅 - 朝潮橋駅間の高架線上を行く近鉄7020系電車 （2011年5月30日）

## 運行形態
全列車が各駅停車である。長田駅から近鉄けいはんな線学研奈良登美ヶ丘駅まで相互直通運転を行っている。運転間隔は朝ラッシュ時は最短3分20秒間隔、昼間時間帯は7分30秒間隔（1時間8本）で、半数の列車はけいはんな線の生駒駅で折り返す。そのほか朝夕ラッシュ時に車両基地のある森ノ宮駅発着の区間列車、早朝と夜に長田駅 - 夢洲駅間の線内折り返し列車が少数設定されている。2025年1月19日の夢洲駅延伸後はほぼ全列車が夢洲駅まで運行し、深夜の上り1本・早朝の下り1本のみがコスモスクエア駅発着となった。
近鉄けいはんな線生駒駅 - 学研奈良登美ヶ丘駅間が2006年3月27日に開業し、運転区間が延びたことと、近鉄線内でのワンマン運転開始に伴って駅における停車時間が伸びたことから、所要時間の短縮のため近鉄線内では最高速度が 70 km/h から 95 km/h に引き上げられた。これは第三軌条方式を採用している日本国内の鉄道路線では最高速度である。2025年1月11日には当線内のうち、コスモスクエア駅 - 大阪港駅間も 95 km/h に引き上げられた。なお、大阪港駅では保安装置（車内信号システム）の切り替えが行われるため、同駅の停車時間が20秒延長されている。
なお、けいはんな線開業に伴う速度向上に合わせて快速列車の運転も検討されていたが見送られている。
乗務員の交代は森ノ宮駅と長田駅（長田駅ではOsaka Metroと近鉄の運転士が交代）で行われる。
中央線は、谷町線、四つ橋線、千日前線と線路が結ばれており、森之宮検車場への入出庫の関係で森之宮検車場所属となっている千日前線の車両がラッシュ時前後を中心に阿波座駅 - 森ノ宮駅間で毎日、森之宮工場で車両検査を行う谷町線の車両が谷町四丁目駅 - 森ノ宮駅間でそれぞれ回送列車として、また、森之宮工場での検査後の試運転で千日前線と谷町線の車両が森ノ宮駅 - 大阪港駅間を走行することがある。2016年から第三軌条路線の定期検査等は四つ橋線の緑木検車場で実施されることになったが、谷町線、千日前線の車両も当路線の森ノ宮駅 - 本町駅間を経由して四つ橋線へと乗り入れる形となっている。2018年には谷町線から転用された四つ橋線の車両（23系第56編成）が森之宮検車場で改造が実施されたため、試運転で中央線を走行したこともある。
Osaka Metro所有の車両が日常的に大阪府外へ直通する唯一の路線であり、Osaka Metroの400系・30000A系ともに奈良県の学研奈良登美ヶ丘駅まで乗り入れている。

### 万博輸送

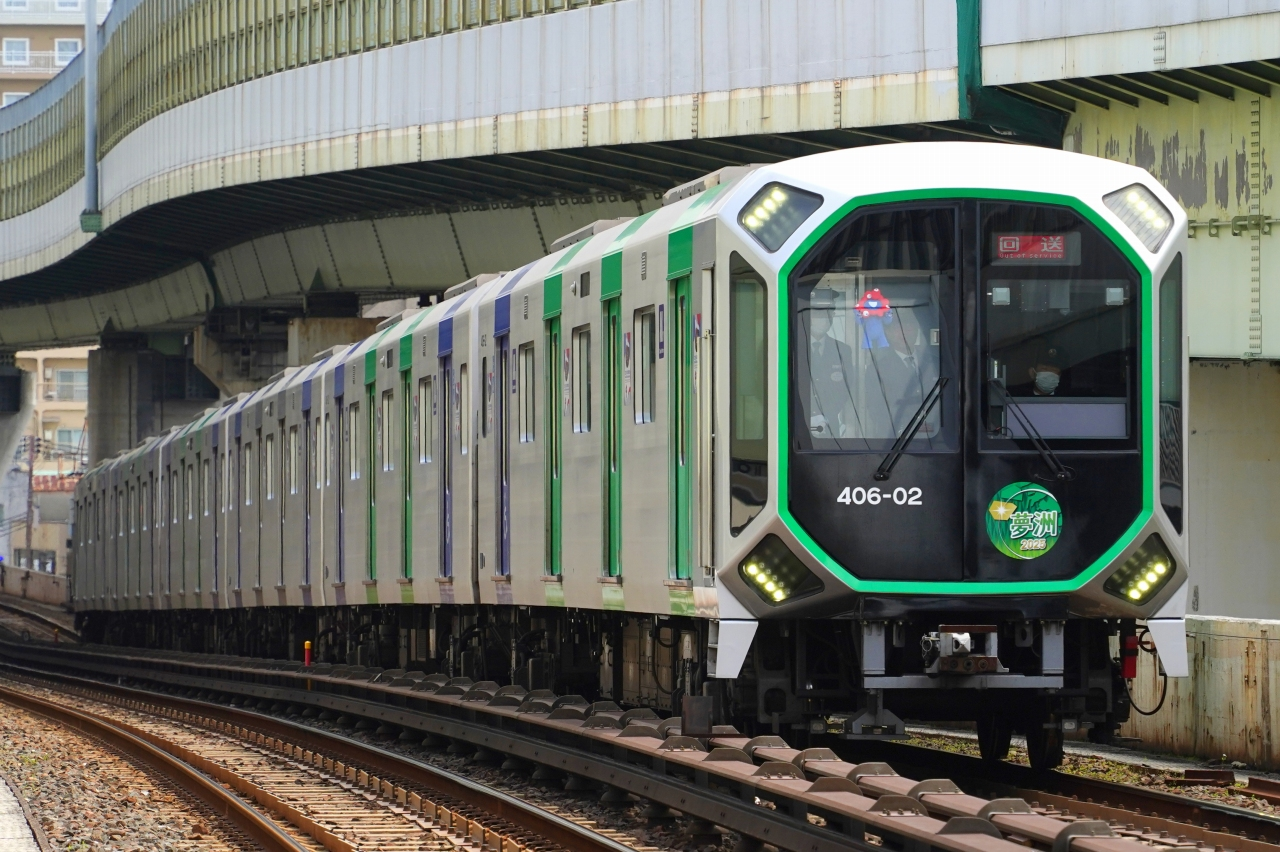
子ども専用列車として夢洲へ向かうOsaka Metro 400系電車。大阪・関西万博の公式キャラクターであるミャクミャクが添乗する。

2025年日本国際博覧会（大阪・関西万博）開催時は唯一直接会場へアクセスする路線となることから、万博開催期間中は運転間隔を最小で2分30秒とし、ダイヤは平日と土休日で統一する。約半数の列車が夢洲駅 - 長田駅間の線内折り返しとなる他、夢洲駅 - 谷町四丁目駅・森ノ宮駅間の区間列車が朝・夕時間帯を中心に設定される（谷町四丁目駅は夕時間帯の始発のみ）。一方で、けいはんな線直通については日中を中心に減便となる時間帯がある。この増発に向けOsaka Metroは2022年に、万博終了までの期間限定で運行する中央線向け車両として30000A系を10編成導入して車両編成数を23編成から一時的に33編成に増備し、その車両留置は森之宮検車場に一時的に留置線を増設することで対応している。前述した通り、中央線はワンマン運転となるが、万博開催期間中は7時30分 - 23時の間は車内に保安員を1人配置する。
2025年4月 - 7月の平日の午前中には、大阪府内の学生（小・中学生、高校生）を対象とした「子ども専用列車」・「子ども優先列車」が夢洲行きに限って運行された。「子ども専用列車」は森ノ宮駅から乗車する学生が対象であり、前方・夢洲寄りの最大4両を学生専用車両とし、後方・長田寄りの車両は一般客も乗車可能とした。停車駅は弁天町駅のみとし、それ以外の駅は通過していた。車両の行先表示は「回送」となっていた。「子ども優先列車」は森ノ宮駅以外の長田駅 - コスモスクエア駅間から乗車する学生が対象であり、途中各駅に停車した。車両の行先表示は「臨時」となっていた。混雑時には各駅において学生以外の乗車を控えるように呼びかけるとしていた。
なお、「子ども専用列車」・「子ども優先列車」双方とも終着駅チャイムを除いて独自の車内放送となり、日本語・英語ともに通常のアナウンサーとは異なっていた。また、「子ども専用列車」では走行中に万博テーマソングである『この地球の続きを』や音楽が流れていた。
2025年4月22日に中央線で運転見合わせが発生し、夢洲駅で約4000人が一時滞留したことを受けて、最速での復旧作業体制を整備したほか、夢洲駅 - コスモスクエア駅間を始めとした折り返し運行、弁天町駅・コスモスクエア駅・桜島駅への臨時バス運行を緊急時に実施することとなった。

## 旅客案内

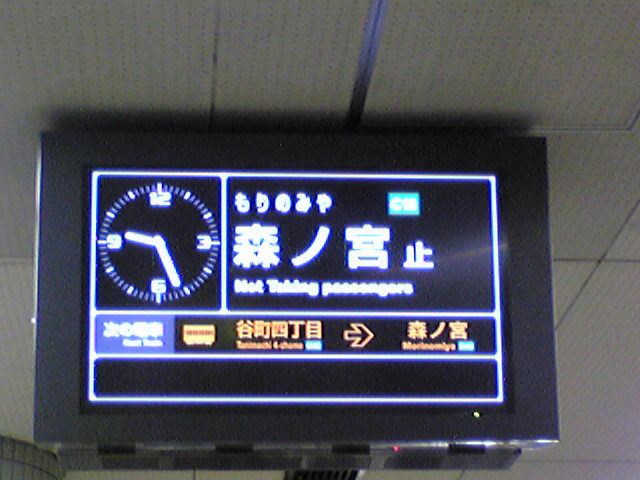
中央線の列車案内表示装置（森ノ宮駅1番線）

2006年末の時点では当時の大阪市営地下鉄では唯一、ホームの列車案内表示装置がコスモスクエア駅を除いて旧型の行灯式だったが（コスモスクエア駅と御堂筋線・谷町線・四つ橋線・堺筋線・長堀鶴見緑地線の各駅はLED式、千日前線・今里筋線各駅はフルカラーLCD式）、2007年1月になり各駅で列車案内表示装置の更新工事が始まり、同年3月に比較的新しかったコスモスクエア駅の列車案内表示装置も交換され、全駅の更新が完了した。更新された列車案内表示装置は、千日前線と今里筋線でも採用された液晶式である。
また、2007年1月10日 - 12日に発車ベルが作動する駅のみ発車メロディが導入されたが、同年3月24日に発車ベルがなかった駅にも発車メロディが導入され、全駅への導入が完了した。この日は同時にホームの自動列車接近放送が御堂筋線タイプに英語放送を追加したものに更新され、さらに列車案内表示装置は多様な文字情報が表示されるようになった。
接近・発車メロディは長らく長堀鶴見緑地線を除く地下鉄全路線と共通のメロディが使用されていたが、大阪・関西万博開催を機に2024年11月13日より新たな接近・発車メロディが使用されている。作曲はサウンドデザイナーの西谷喜久。チャイム・メロディはコスモスクエア・夢洲方面行きは「ゆめしま」（4音）、長田・学研奈良登美ヶ丘方面行きは「ながた」（3音）のニュアンス音が用いられている。

## 車両

### 自社車両

#### 現用車両
- 400系（2023年 - ）
- 30000A系（2022年 - ）

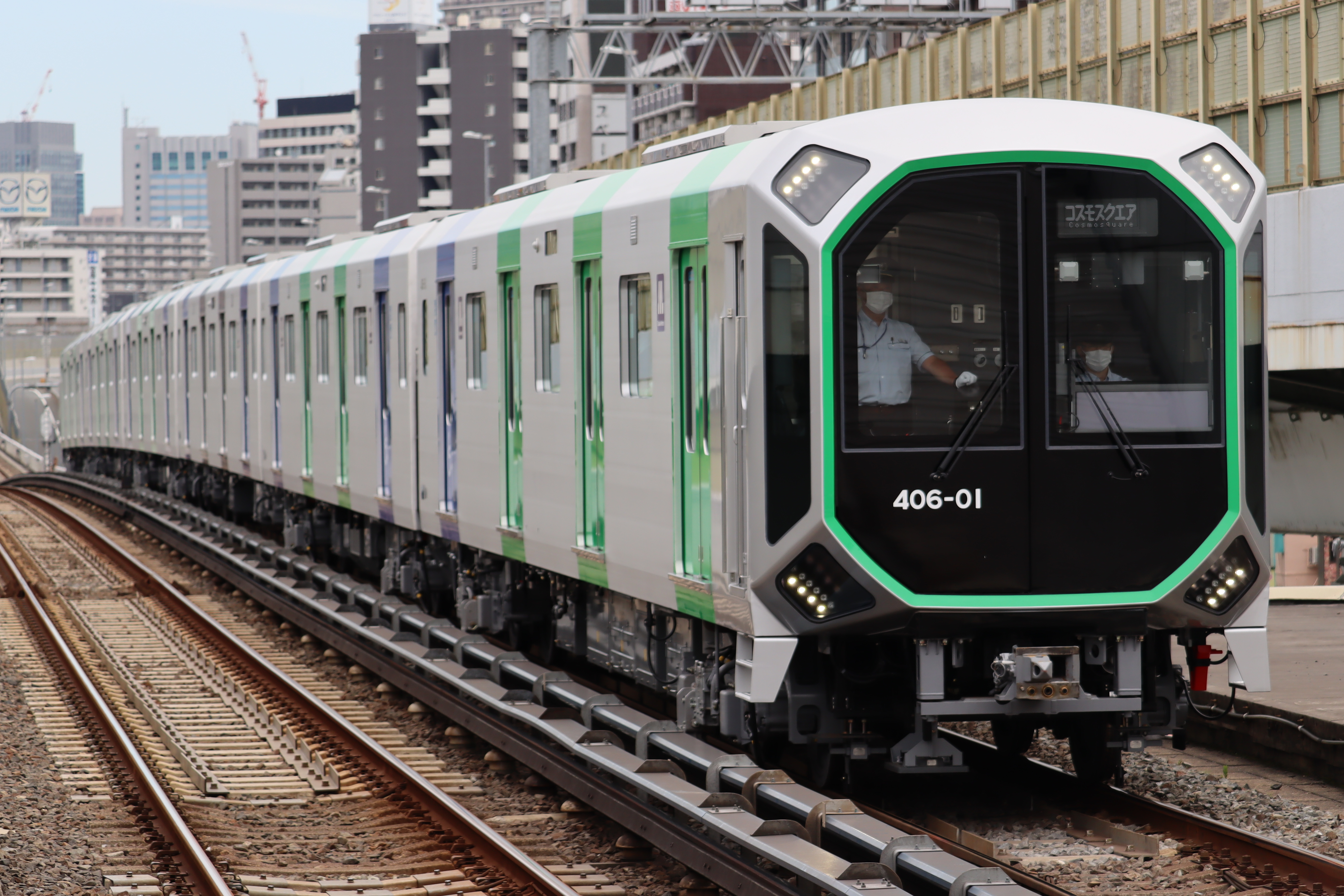
400系
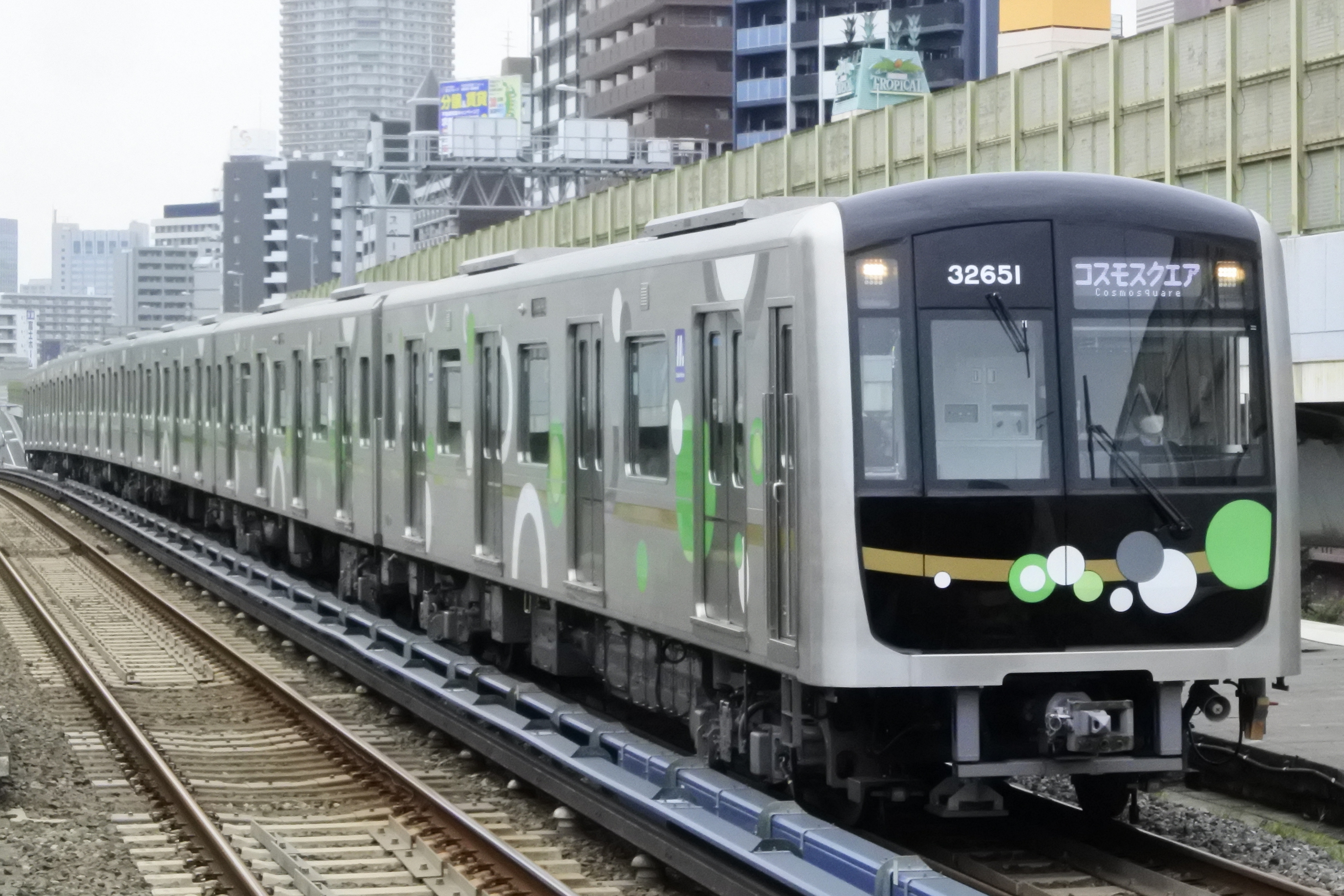
30000A系

30000A系は万博輸送による一時的な増発のために中央線に投入された車両であり、万博開催終了後は谷町線に転属する予定となっている。
これらすべての車両には、後述の近鉄車両と同様、生駒トンネル内にある連続勾配に備えて、抑速制動を完備している（過去に使用された20系・24系・30系・50系も同じ）。

### 過去の車両
期間は中央線での運用期間。形式は運用当時のもの。
大阪市交通局→大阪市高速電気軌道
- 6000形→800形（1961年 - 1978年）
- 6100形→900形（1964年 - 1978年）
- 50系（1969年 - 1989年）
- 7000・8000形→30系（1967年 - 1969年、1984年 - 1995年）
- 20系（1984年 - 2024年）
- 24系（1991年 - 2023年）

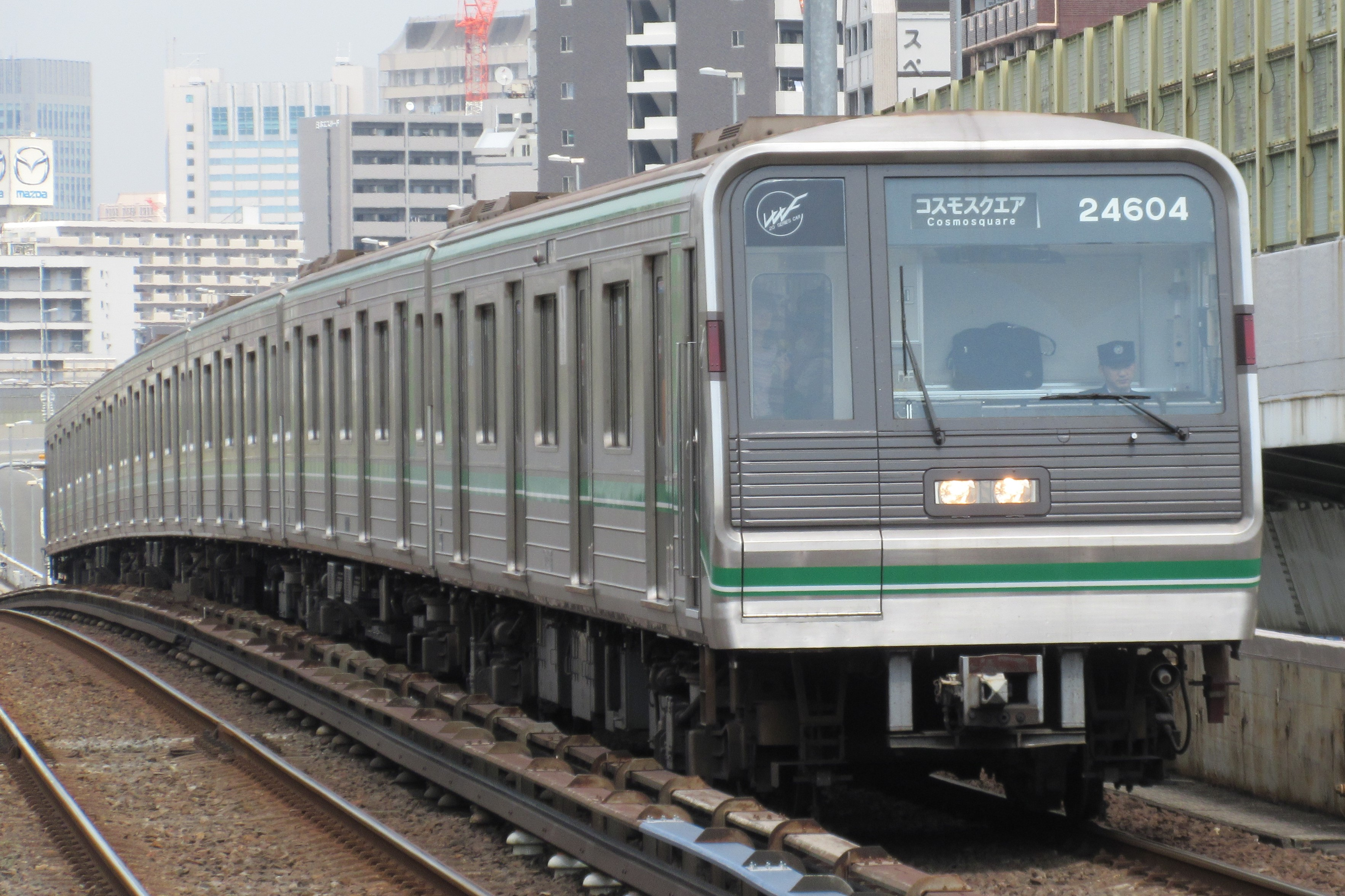
24系
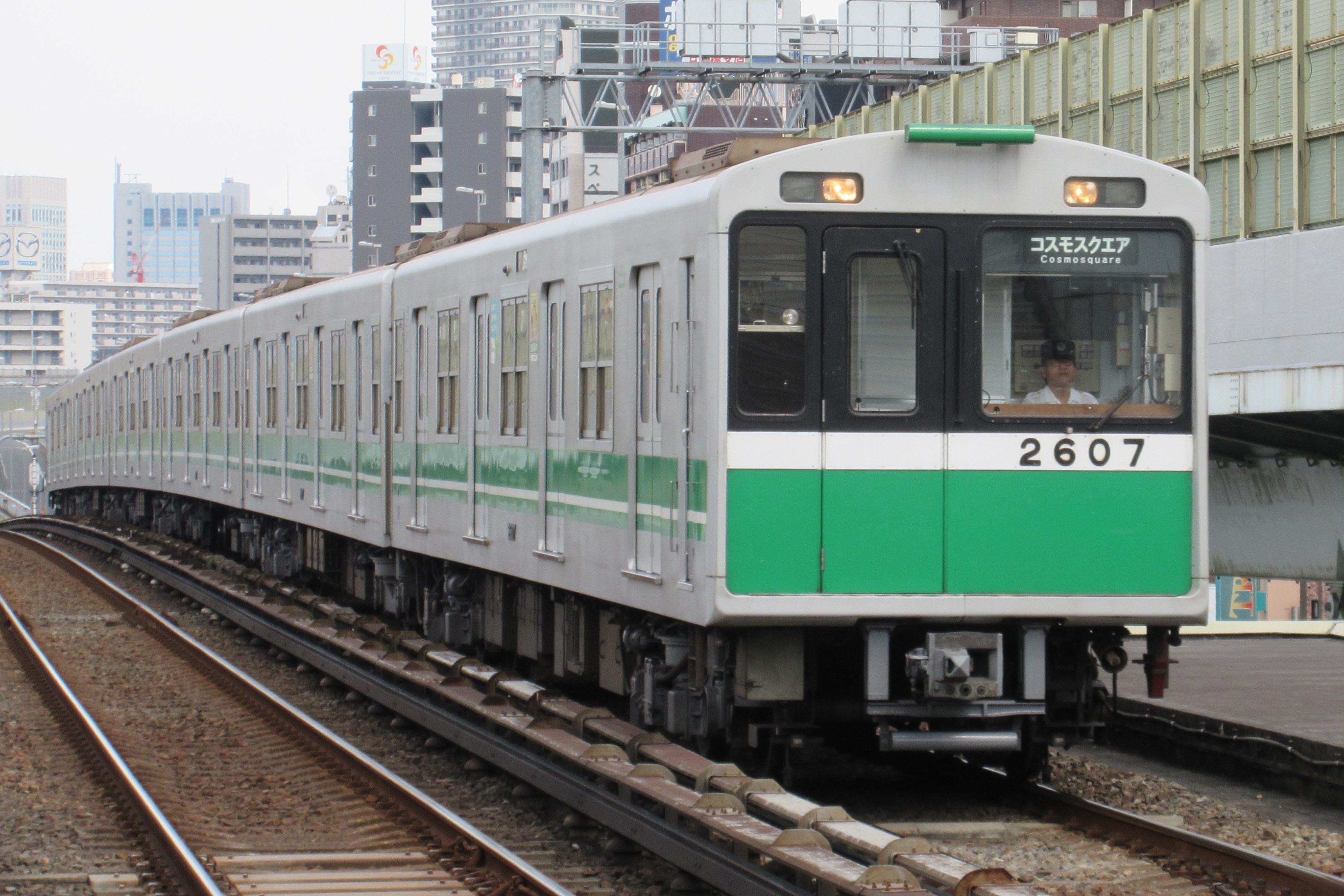
20系

近鉄けいはんな線生駒駅 - 学研奈良登美ヶ丘駅間開業前の2006年に谷町線所属の20系9編成 (2631 - 2639F) が転入した。これと入れ替わる形で、中央線所属の24系9編成 (24605 - 24611・651・652F) が谷町線に転出し22系50番台 (22655 - 22663F) となった。
651・652Fは元大阪港トランスポートシステム (OTS) 所属編成で、大阪市に移籍後OTSの文字が消されたが、谷町線に転属するまでOTS時代の塗装はそのままだった。転属後は谷町線カラーに変更されたが、内装はOTS時代のままである。近鉄けいはんな線生駒駅 - 学研奈良登美ヶ丘駅間開業前の2006年3月以前に転属したため、この区間に営業列車として乗り入れたことはない。
24系24656Fは、四つ橋線23系23606Fにリフレッシュ工事と近鉄けいはんな線乗り入れ対応改造を施工した上で中央線に転用したものである。この編成と入れ替わる形で2601Fが運用を終了している。

### 乗り入れ車両
近畿日本鉄道
- 7020系（2004年 - ）
- 7000系（1986年 - ）

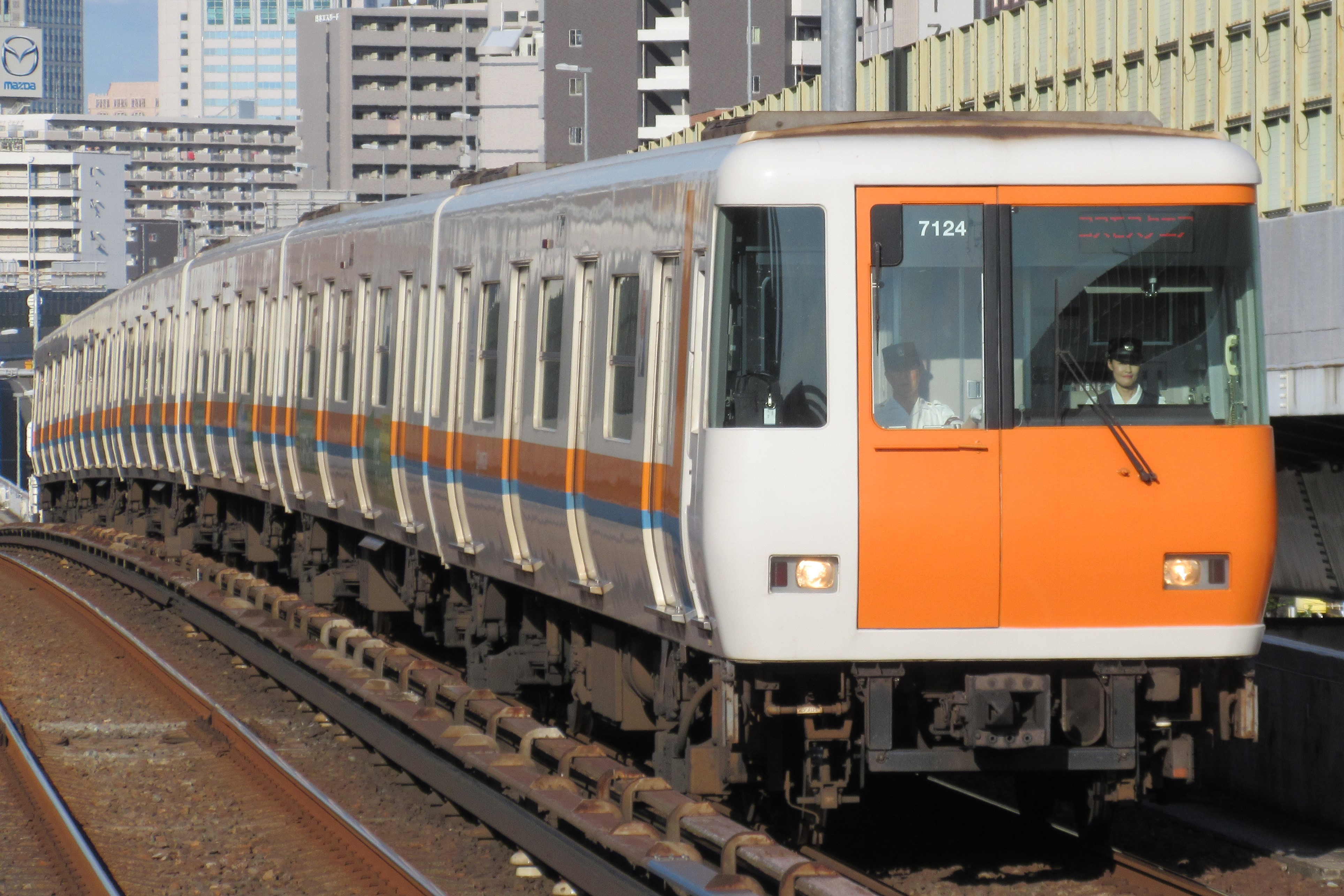
7020系
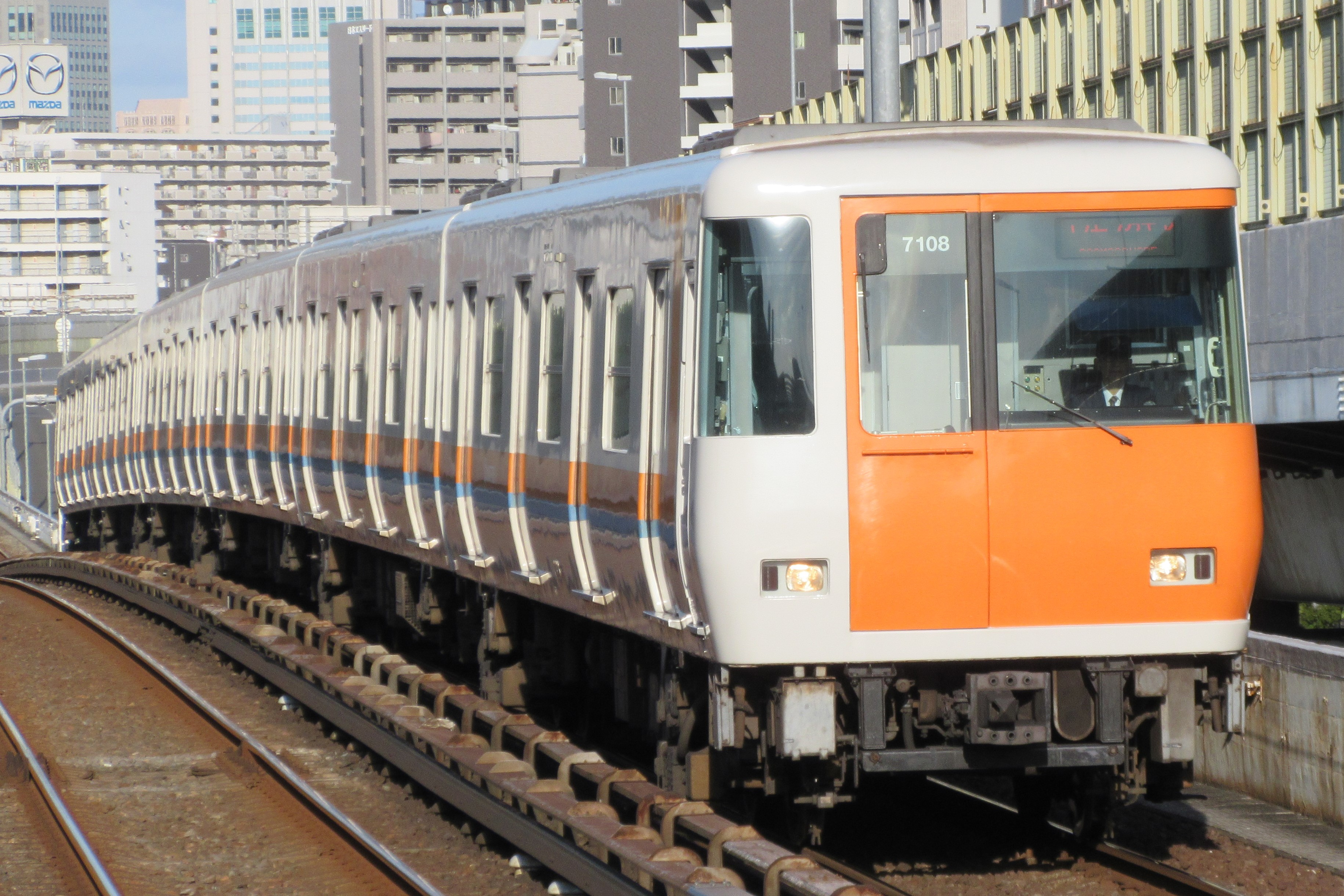
7000系

### 車両運用について
どの列車がどちらの車両で運転されるかは、近鉄がダイヤ改正時に発刊している「近鉄時刻表」（中央線内のみで運転される列車は掲載されない）で判別できる。「近鉄時刻表」に記載されている近鉄けいはんな線の列車番号は東京メトロの各線と同じような付与方を採用しており（近鉄の他の鉄道路線とは列車番号の付与方が異なる）、列車番号の千位・百位は始発駅の発車時間帯を、十位・一位は車両の運用番号を表している。2013年（平成25年）3月23日改正ダイヤにおける運用番号は、大阪市交通局所属車両（20系・24系）が01 - 、近鉄所属車両（7000系・7020系）が70 - 、となっている。東京メトロでは列車番号の頭に「A」「B」を付与して方向を区別しているが、近鉄けいはんな線では学研奈良登美ヶ丘方面行きには前述の法則に3000を加算した列車番号を付与して方向を区別している。
なお、平日朝方に学研奈良登美ヶ丘駅始発の列車が増発された2009年（平成21年）8月30日改正ダイヤにて、大阪市交通局所属車両1本が近鉄線内で、また近鉄所属車両1本が中央線内でそれぞれ夜間留置となる「外泊運用」が設定されたが、2013年3月改正ダイヤにて外泊運用は再び設定されなくなった。

## 歴史
1925年（大正14年）に大阪市高速度交通機関協議会による高速鉄道計画において「4号線」として計画されたのが始まりである。当初計画では、起点は港区築港桟橋（現在の大阪港駅付近）で現在の中央線と変わらないものの、途中長堀通経由が予定されていたほか、終点は住吉区平野（現在の平野区）となっており、現在の千日前線・長堀鶴見緑地線の一部を含むルートであった。その後、1948年（昭和23年）に一部ルートが現在の千日前線にあたる「5号線」に分離されたほか、4号線は終点が放出に変更され、大阪港駅 - 深江橋駅間は現在のルートとなった。
1961年（昭和36年）に大阪港駅 - 弁天町駅間が開業したのを皮切りに順次開業が進められたが、本町駅付近の用地買収が難航したことで、本町駅は当初仮駅として開業することになったほか、本町駅 - 谷町四丁目駅間が1969年（昭和44年）に開業するまで、4号線は東西に分かれて運行されていた。このため、車両基地として森ノ宮検車場以外に朝潮橋駅付近に設けられた港検車場が使用されていた。
深江橋駅から先は、石切まで向かうルートが計画に追加されたが（放出へ向かう計画は後に削除）、近鉄および京阪が計画していた新線と一部重複しており、調整が必要となったため未着手となった。最終的に1971年（昭和46年）の都市交通審議会答申第13号で生駒までの延伸が答申されたことから、近鉄と協議の上、長田以西を大阪市、長田以東を近鉄が建設することで決着した。

### OTSテクノポート線の編入
コスモスクエア駅 - 大阪港駅間は大阪港トランスポートシステム（OTS）の南港・港区連絡線（テクノポート線）として1997年に開業した。当初、同区間はニュートラムテクノポート線（現在の南港ポートタウン線）として開業する計画であったが、コスモスクエア駅付近にZepp Osaka（1998年開業、2012年閉館）が開業する予定であったことから、地下鉄中央線の延伸に変更された。ただし、同区間が公共輸送とは認められなかったことで、国から建設費の補助が受けられず、建設費削減のためOTSの路線として開業することになった。
開業したテクノポート線は、大阪府咲洲庁舎（コスモタワー、2005年当時は大阪ワールドトレードセンタービルディング）やアジア太平洋トレードセンター（ATC）などがある南港コスモスクエア地区と大阪市中心部を結ぶ役割を担っていたが、運賃体系が別立て（2005年6月時点で大人全線230円均一）となったため通算運賃が割高になり、利用者数が開業当初見込みより低迷していた。そこで、大阪市営地下鉄と運賃体系を統一することで運賃を値下げして利用者増加を図ることになり、大阪港トランスポートシステムは2005年2月9日に鉄道事業廃止届を提出するとともに、テクノポート線大阪港駅 - コスモスクエア駅間の線路以外の施設・車両などを大阪市に売却し、第三種鉄道事業者として線路を大阪市交通局に貸与する形をとり、同年7月1日から大阪市交通局は第二種鉄道事業者として同区間を中央線の一部として運営することになった。
なお、それまで弁天町と南港を結び、OTS線に比べ運賃が安いため利用者もそれなりにいた大阪市営バスの44・44A系統（弁天町バスターミナル - ポートタウン東駅前・南港バスターミナル）が、前述のOTS線移管に伴う運賃の値下げにより乗客が減少することが見込まれるため、2005年8月16日から運行経路と区間が変更され、本数も削減された。詳細は「大阪シティバス酉島営業所#84号系統」を参照。
乗務員は大阪市交・OTS両社局ともコスモスクエア駅 - 長田駅間を通しで乗務していた。
| 路線名     |  | テクノポート線 | テクノポート線                            | テクノポート線 | 中央線 | 中央線                      | 中央線 | 東大阪線 | 東大阪線                    | 東大阪線       | 東大阪線                | 東大阪線 |
| 運営者     |  | コスモスクエア | 大阪港 トランスポート システム （第一種） | 大阪港         | 大阪港 | 大阪市交通局 （軌道経営者） | 長田   | 長田     | 近畿日本鉄道 （軌道経営者） | （鉄軌分界点） | 近畿日本鉄道 （第一種） | 生駒     |
| 施設保有者 |  | コスモスクエア | 大阪港 トランスポート システム （第一種） | 大阪港         | 大阪港 | 大阪市交通局 （軌道経営者） | 長田   | 長田     | 近畿日本鉄道 （軌道経営者） | （鉄軌分界点） | 近畿日本鉄道 （第一種） | 生駒     |

| 路線名     | 中央線 | 中央線                                    | 中央線         | 中央線                                    | 中央線 | 中央線                             | 中央線 | けいはんな線 | けいはんな線                | けいはんな線   | けいはんな線            | けいはんな線 | けいはんな線                | けいはんな線     |
| 運営者     | 夢洲   | 大阪市 高速電気軌道 （第二種）            | コスモスクエア | 大阪市 高速電気軌道 （第二種）            | 大阪港 | 大阪市 高速電気軌道 （軌道経営者） | 長田   | 長田         | 近畿日本鉄道 （軌道経営者） | （鉄軌分界点） | 近畿日本鉄道 （第一種） | 生駒         | 近畿日本鉄道 （第二種）     | 学研奈良登美ヶ丘 |
| 施設保有者 | 夢洲   | 大阪港 トランスポート システム （第一種） | コスモスクエア | 大阪港 トランスポート システム （第三種） | 大阪港 | 大阪市 高速電気軌道 （軌道経営者） | 長田   | 長田         | 近畿日本鉄道 （軌道経営者） | （鉄軌分界点） | 近畿日本鉄道 （第一種） | 生駒         | 奈良生駒高速鉄道 （第三種） | 学研奈良登美ヶ丘 |

- 2005年7月から2018年3月までコスモスクエア駅 - 長田駅間については大阪市交通局が軌道経営者および第二種鉄道事業者
- 2006年3月27日、近鉄けいはんな線生駒駅 - 学研奈良登美ヶ丘駅間が開業。近鉄東大阪線長田駅 - 生駒駅間についても合わせてけいはんな線に改称。
- 2025年1月19日、中央線夢洲駅 - コスモスクエア駅間が開業。

### 夢洲への延伸開業
中央線の延伸計画として大阪港トランスポートシステム (OTS) 北港テクノポート線が存在し、コスモスクエア駅から此花区の夢洲、舞洲を経由して新桜島駅（仮称）に至る路線とされている。付帯設備として夢洲地区内に車庫が設置される予定とされていた。当初、2008年開催を目標としていた大阪オリンピック構想に向けて事業に着手したものの、実現しなかったことで採算性が問題視され、コスモスクエア - 夢洲間の夢咲トンネルに鉄道部分の準備工事が行われたのみで事業は休止された。
その後、夢洲において2014年にカジノを軸とした統合型リゾート (IR)の誘致、2016年に2025年万国博覧会の大阪招致構想において会場として一本化したため、コスモスクエア - 夢洲間についてはこれらのアクセス路線として延伸が再び検討されることになった。大阪市高速電気軌道も2024年までの中期経営計画で2024年度の開業を目標とした。2018年には2025年国際博覧会の開催地が大阪で決定したため、大阪市の吉村洋文市長（当時）は地下鉄延伸のための補正予算を計上する方針を示した。
北港テクノポート線として事業化されている区間は2018年時点でOTSが第一種鉄道事業として事業許可を取得しているが、2023年8月に大阪市高速電気軌道が第二種鉄道事業許可を申請しており、このうちコスモスクエア - 夢洲間について同年12月に大阪市高速電気軌道が第二種鉄道事業許可を取得した。これにより、大阪港駅 - コスモスクエア駅間と同様に大阪港トランスポートシステムが線路を保有し、大阪市高速電気軌道が運営する形となった。
2024年5月のグループ事業計画において、夢洲駅までの延伸開業時期を前倒しし、2025年1月末の開業を目指すと発表。その後、同年9月5日に、2025年1月19日に開業すると詳細を改めて発表した。
北港テクノポート線の未開業区間である夢洲 - 新桜島間は、IRへのアクセス路線の一部として整備が検討されており、2025年度前半に事業化に向けて結論を出す予定である。
当初はこの夢洲延伸に合わせて阿波座駅 - 夢洲駅間で自動運転の実証実験を行う計画があったが、2023年時点で大阪港駅 - 夢洲駅間に実証実験区間が縮小され、2025年2・3月の営業運転終了後の時間帯に、400系を使用して乗務員が乗務する自動運転（GOA2.5）の実証実験が行われることになった。このほか、直通先である近鉄ではけいはんな線を経由して近鉄奈良駅もしくは賢島駅 - 夢洲駅間の直通特急の検討を行っている（後節、「近鉄けいはんな線#直通特急」および「近鉄特急#Osaka Metro中央線への乗り入れ」を参照）。

### 年表
- 1961年（昭和36年）12月11日：4号線 大阪港駅 - 弁天町駅間（3.1 km）が開業。この区間は大阪市交通局で初めての高架鉄道で、車両はクレーンによって直接高架に搬入された[47]。通常は単行（1両編成）運転であったが、朝潮橋で見本市開催時などは3両連結することもあった。当時御堂筋線は慢性的な混雑に悩まされており、乗客の少ないこの路線について、交通局内では、ドラ息子と言われていた。
- 1964年（昭和39年）10月31日：弁天町駅 - 本町駅（仮）間（3.7 km）が開業。阿波座駅 - 本町駅（仮）間は単線運転。2両編成運転開始。
- 1967年（昭和42年）9月30日：谷町四丁目駅 - 森ノ宮駅間（1.3 km）が開業。ATC・列車集中制御装置（CTC）採用。2両編成運転。立ち退きが遅れたため本町駅 - 谷町四丁目駅間は未開通であり、4号線は東部と西部で分かれて運転していた。
- 1968年（昭和43年）7月29日：森ノ宮駅 - 深江橋駅間（2.3 km）が開業。
- 1969年（昭和44年）
  - 7月1日：本町駅本駅完成（+0.2 km）。本町駅部分は、旧来の船場地区の立ち退き後、船場センタービルおよび中央大通・阪神高速道路・地下鉄中央線本町駅を同時に建設するという大事業であった。この事業を映画化した『新しいまち船場・中央大通建設の記録』というフィルムがあり、大阪歴史博物館で見ることができる。
  - 12月6日：愛称が中央線に決まる。本町駅 - 谷町四丁目駅間（1.7 km）が開業、これにより大阪港駅 - 深江橋駅間が貫通した。4両編成運転開始。1編成2両のみ配置されていた7000・8000形電車が撤退。全線ATC・CTC化、打子式ATS廃止。
- 1984年（昭和59年）
  - 11月5日：30系電車投入。30系により6両編成運転開始[48]。
  - 12月24日：20系電車（6両編成）投入。
- 1985年（昭和60年）4月5日：深江橋駅 - 長田駅間（3.2 km）が開業[49]。この延伸によって初めて東大阪市まで地下鉄が路線を延ばすことになる。直前より50系の6両編成化も開始。
- 1986年（昭和61年）
  - 5月13日：全列車6両編成化完了。
  - 10月1日：近鉄東大阪線（現在のけいはんな線）長田駅 - 生駒駅間が開業し、大阪港駅 - 生駒駅間で相互直通運転開始。
- 1991年（平成3年）6月11日：24系電車運用開始。
- 1993年（平成5年）12月31日：大晦日の終夜運転実施開始。
- 1997年（平成9年）12月18日：OTSテクノポート線大阪港駅 - コスモスクエア駅間（2.4 km）が正午に開業。相互直通運転開始。
  - それに伴うダイヤ改正は12月11日に実施され、開業までは「予行運転」の形で大阪港駅 - コスモスクエア駅間は回送列車として運転。
- 2005年（平成17年）7月1日：OTSテクノポート線を中央線に編入。
- 2006年（平成18年）3月27日：近鉄けいはんな線生駒駅 - 学研奈良登美ヶ丘駅間が開業し、相互直通運転区間を学研奈良登美ヶ丘駅まで延長。
  - それに伴うダイヤ改正は3月21日に実施され、3月26日までは「予行運転」の形で生駒駅 - 学研奈良登美ヶ丘駅間は回送列車として運転。
- 2007年（平成19年）3月24日：運転指令機能を輸送指令所に移転・統合。全駅発車メロディ導入。自動接近放送を御堂筋線タイプのものに更新。英語放送の機能も追加。
- 2009年（平成21年）8月30日：平日朝方に学研奈良登美ヶ丘始発列車の拡大を中心としたダイヤ改正を実施。
- 2013年（平成25年）3月23日：ダイヤ改正を実施[50]。森ノ宮行きの上り終電を新設し、コスモスクエア23:57発とする。
- 2018年（平成30年）
  - 3月24日：ダイヤ改正を実施[51]。平日朝ラッシュ時の最短運転間隔を3分45秒から3分15秒に短縮。下り終電を29分繰り下げ、長田0:09発とする。長田行きの上り終電を11分繰り下げ、コスモスクエア23:48発とする。
  - 4月1日：大阪市営地下鉄の民営化により、大阪市高速電気軌道（Osaka Metro）の路線となる。
- 2022年（令和4年）7月22日：30000A系電車の運用を開始[52]。
- 2023年（令和5年）
  - 6月25日：400系電車の運用を開始[53]。
  - 11月16日：24系電車の運用を終了。
  - 12月22日：大阪市高速電気軌道が夢洲 - コスモスクエア間の第二種鉄道事業許可を取得[40]。
- 2024年（令和6年）
  - 3月：定位置停止装置（TASC）を導入[6]。
  - 3月20日：20系電車の運用を終了[54]。
  - 9月13日：長田駅に可動式ホーム柵を導入。これにより当時未開業である夢洲駅を除く中央線の全駅で可動式ホーム柵が稼働された[7][5]。
  - 11月13日：接近・発車メロディを変更[24]。
- 2025年（令和7年）
  - 1月11日：ダイヤ改正を実施。コスモスクエア駅 - 大阪港駅間の最高速度を95 km/hに引き上げ[1]。
  - 1月19日：夢洲駅 - コスモスクエア駅間（3.2km）が開業[42][1]。
  - 2月11日：ワンマン運転を開始[5]。
  - 4月2日：ダイヤ改正を実施。2025年大阪・関西万博が終了する10月13日までの間、最短運転間隔を2分30秒とするほか、平日ダイヤと土休日ダイヤを統一[2]。
  - 4月14日 - 7月18日：万博への学校団体向けに、森ノ宮駅 - 夢洲駅間の上り線で「子ども専用列車」「子ども優先列車」の運行を開始[19]。6月13日に子ども専用列車が終了。

※上記のキロ数は実キロ

### 映画『高架線誕生』について
中央線（大阪港駅 - 弁天町駅間）の起工式から開通式までの建設記録映画。廃止直前の市電やその路線の撤去、スチームハンマーによる杭打ち、基礎工事、高架線建設、クレーンによる車両吊り上げ、当時の大阪市長中井光次によるテープカットなど、建設当時の様子を知ることができる貴重な映像が収められている。
この映画の16ミリフィルムは大阪市公文書館に保管されている。なお、大阪市交通局の書庫にはオリジナルフィルムを転写したVHSビデオ（モノクロ・音声付き）が保管されており、情報公開請求により閲覧やDVD転写による入手が可能である。

## 未完の構想・答申・計画路線
区間は構想・答申・計画が出された時点において未完のものを示す。
大阪市交通協議会（内務省と大阪市の合同構想）（1925年10月20日）
- 区間：築港 - 平野

大阪市高速度鉄道協議会路線網改定（戦災復興院主催）（1948年6月18日）
- 区間：大阪港 - 放出

都市交通審議会答申第3号（1958年3月28日）
- 区間：大阪港 - 放出
  - 答申内容：1975年を目処に考慮するのが適当・交通網の形成を図るべき路線。

都市交通審議会答申第7号（1963年3月29日）
- 区間：弁天町 - 荒本
  - 答申内容：1975年度までに新設すべき路線

都市交通審議会答申第13号（1971年12月8日）
- 区間：深江橋 - 荒本 - 生駒 - 新田辺方面
  - 答申内容：1985年を目標に新設すべき路線

鉄道網整備調査委員会（大阪府・大阪市の合同構想）（1982年2月）
- 区間：中ふ頭 - 大阪港

運輸政策審議会答申第10号（1989年5月31日）
路線名：南港テクノポート線
- 区間：中ふ頭 - 海浜緑地 - 大阪港
  - 答申内容：2005年までに整備することが適当である区間

路線名：北港テクノポート線
- 区間：海浜緑地 - 北港南 - 北港北
  - 答申内容：2005年までに整備に着手することが適当である区間

近畿地方交通審議会答申第8号（2004年10月8日）
路線名：テクノポート線・大阪市交4号線・近鉄東大阪線
- 区間：コスモスクエア - 大阪港 - 長田 - 生駒 - 登美ヶ丘
  - 答申内容：急行運転等速達性の向上

## 地下空間の大規模改革
2018年から、「地下空間の大規模改革」として、老朽化した駅の壁・天井の剥離や落下等の防止対策など、駅の安全性を確保する工事に合わせて、駅自体を楽しめる空間として提供する取り組みを行っている。リニューアルの対象は、中央線では大阪港駅、弁天町駅、本町駅、堺筋本町駅、谷町四丁目駅、森ノ宮駅の計6駅で、2025年4月11日時点で、大阪港駅、弁天町駅、本町駅、堺筋本町駅、森ノ宮駅の5駅が完了している。

### リニューアル後

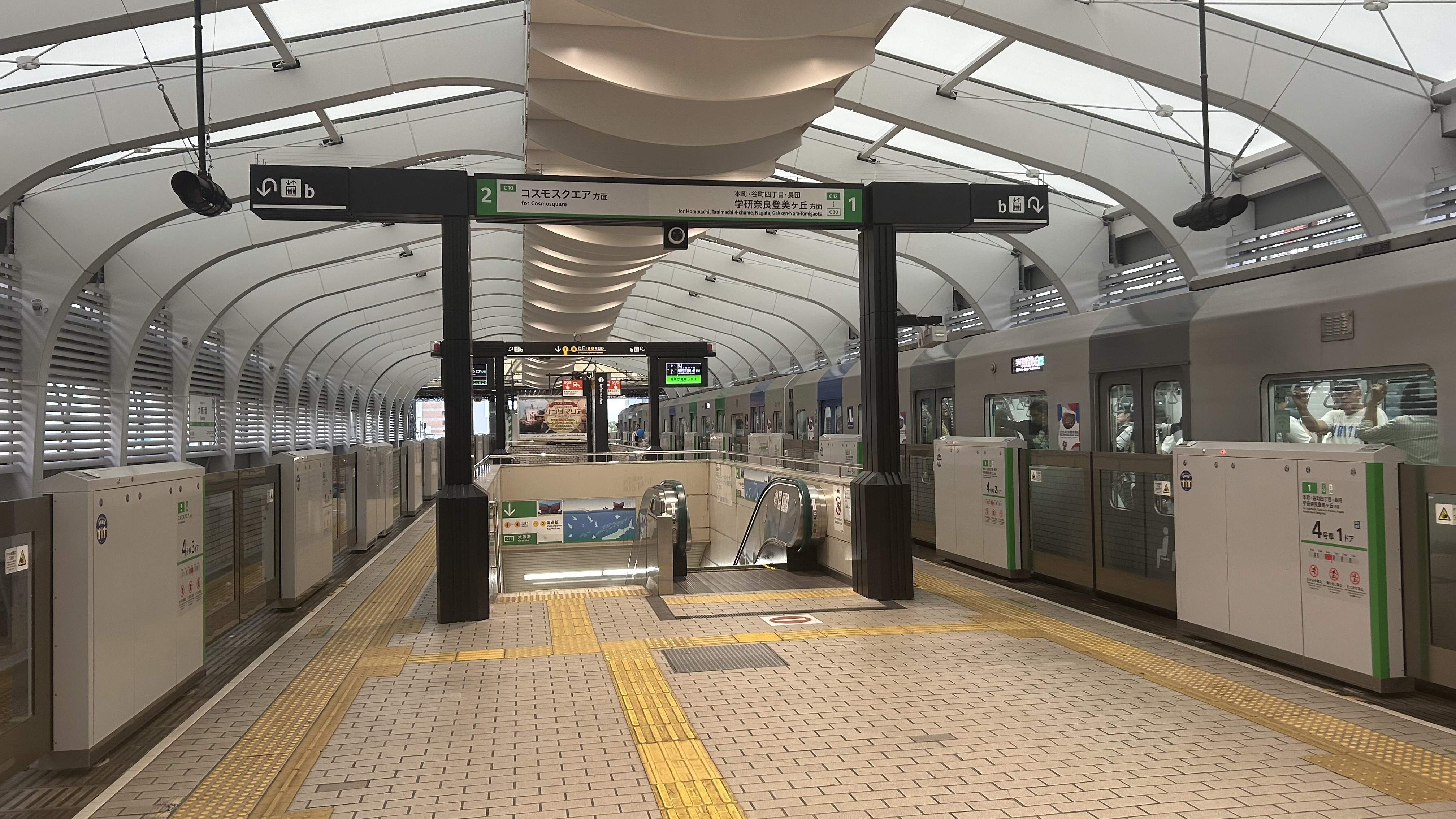
大阪港駅
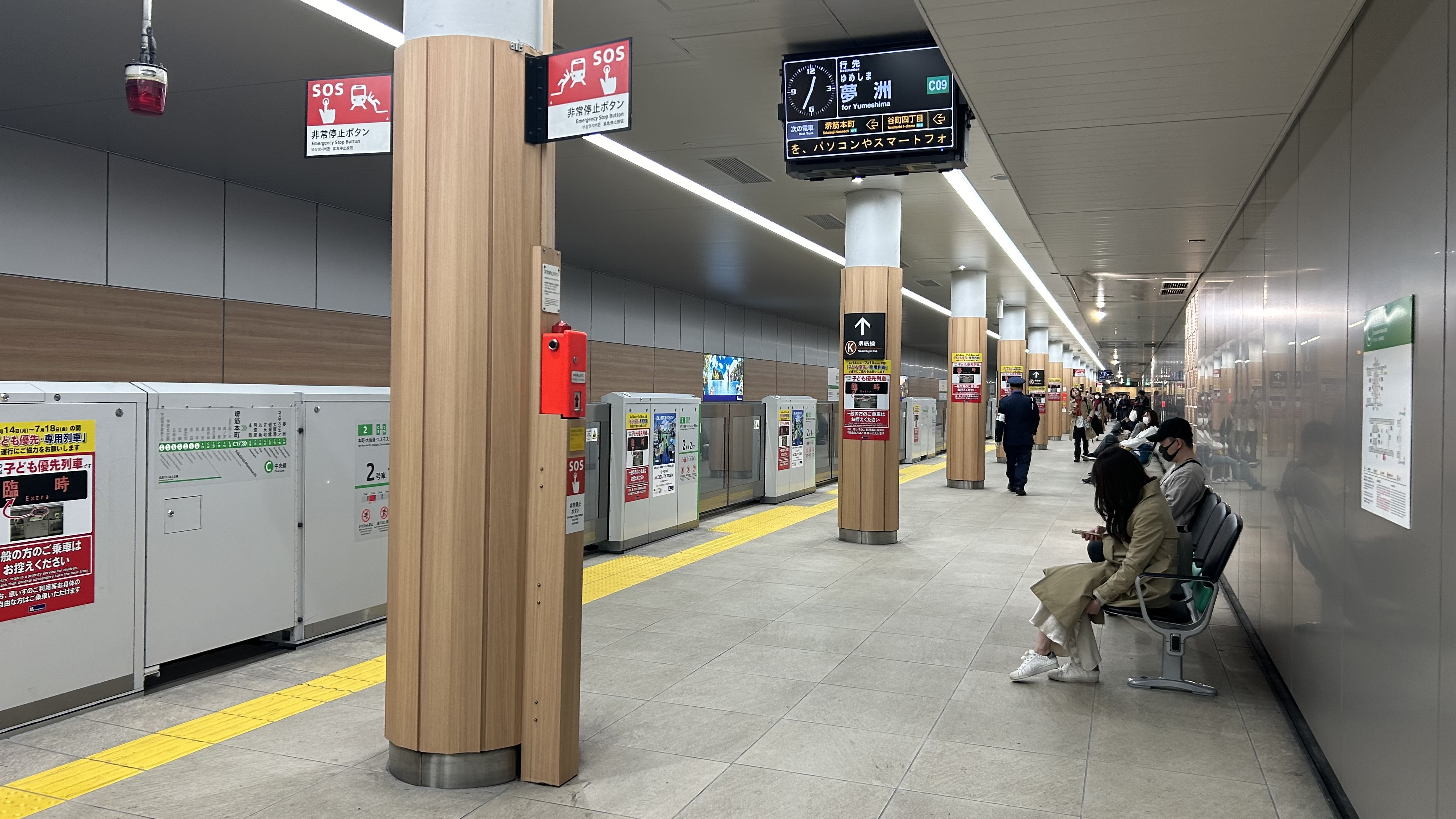
堺筋本町駅

### リニューアル前

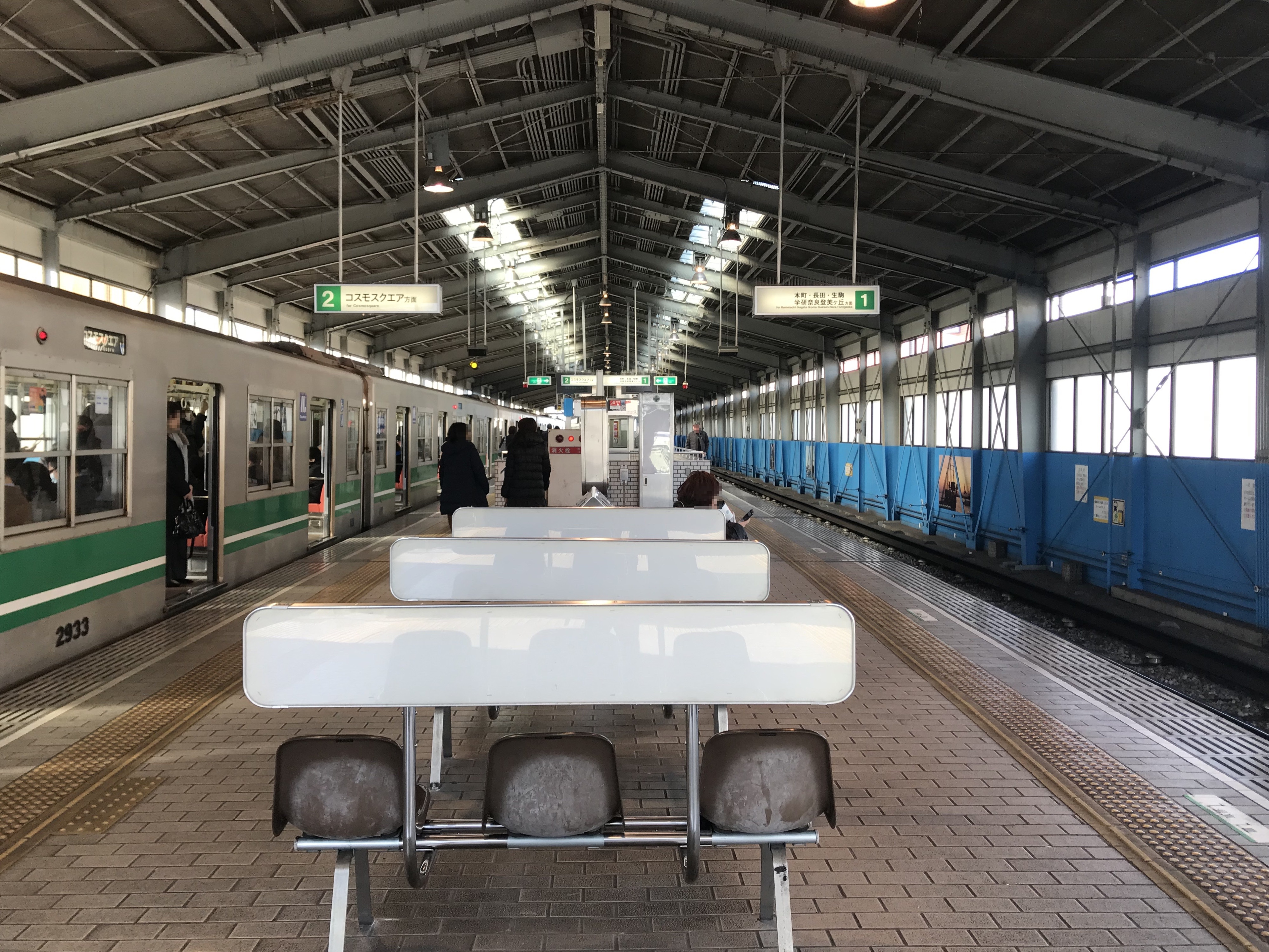
大阪港駅
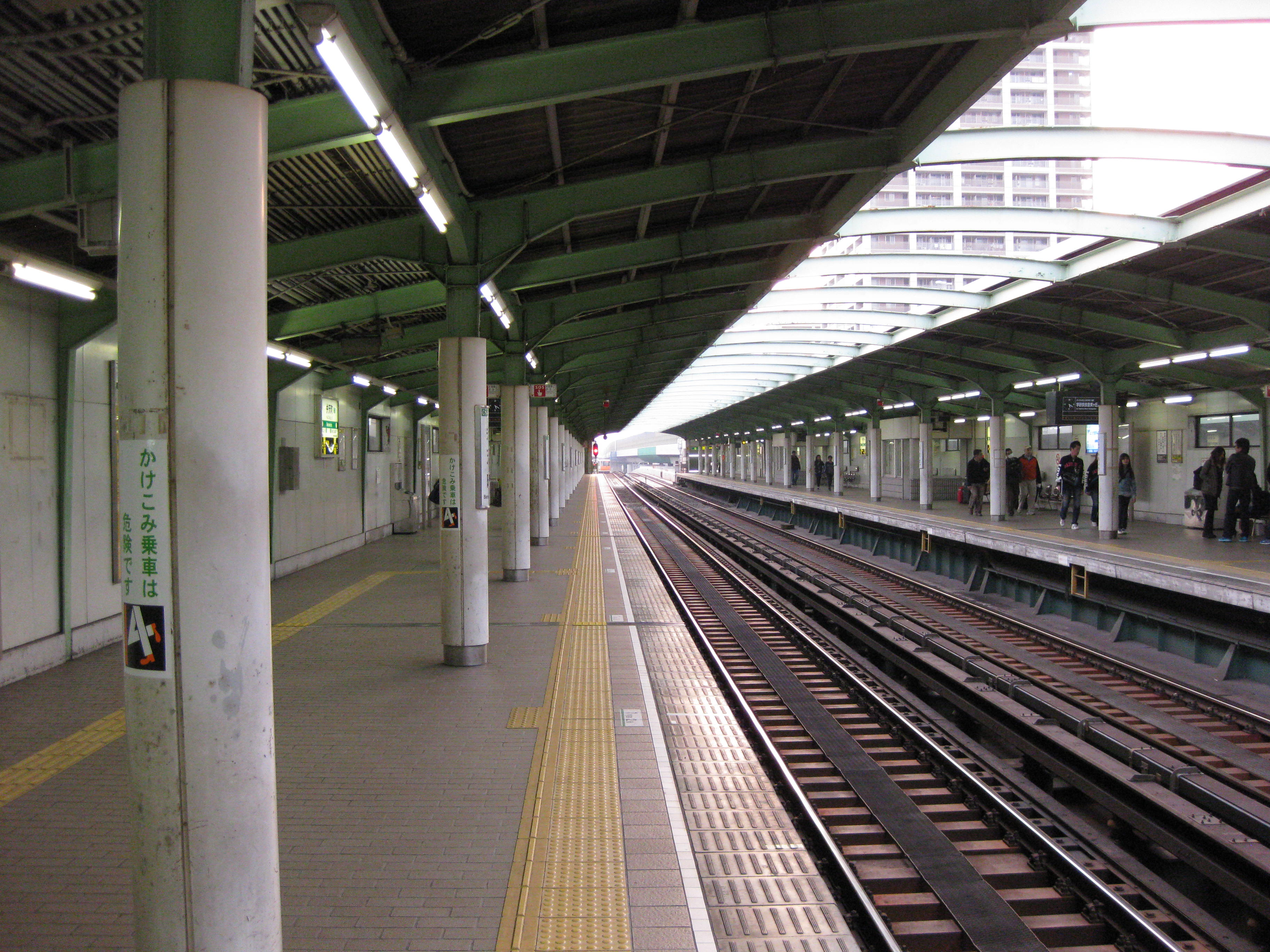
弁天町駅
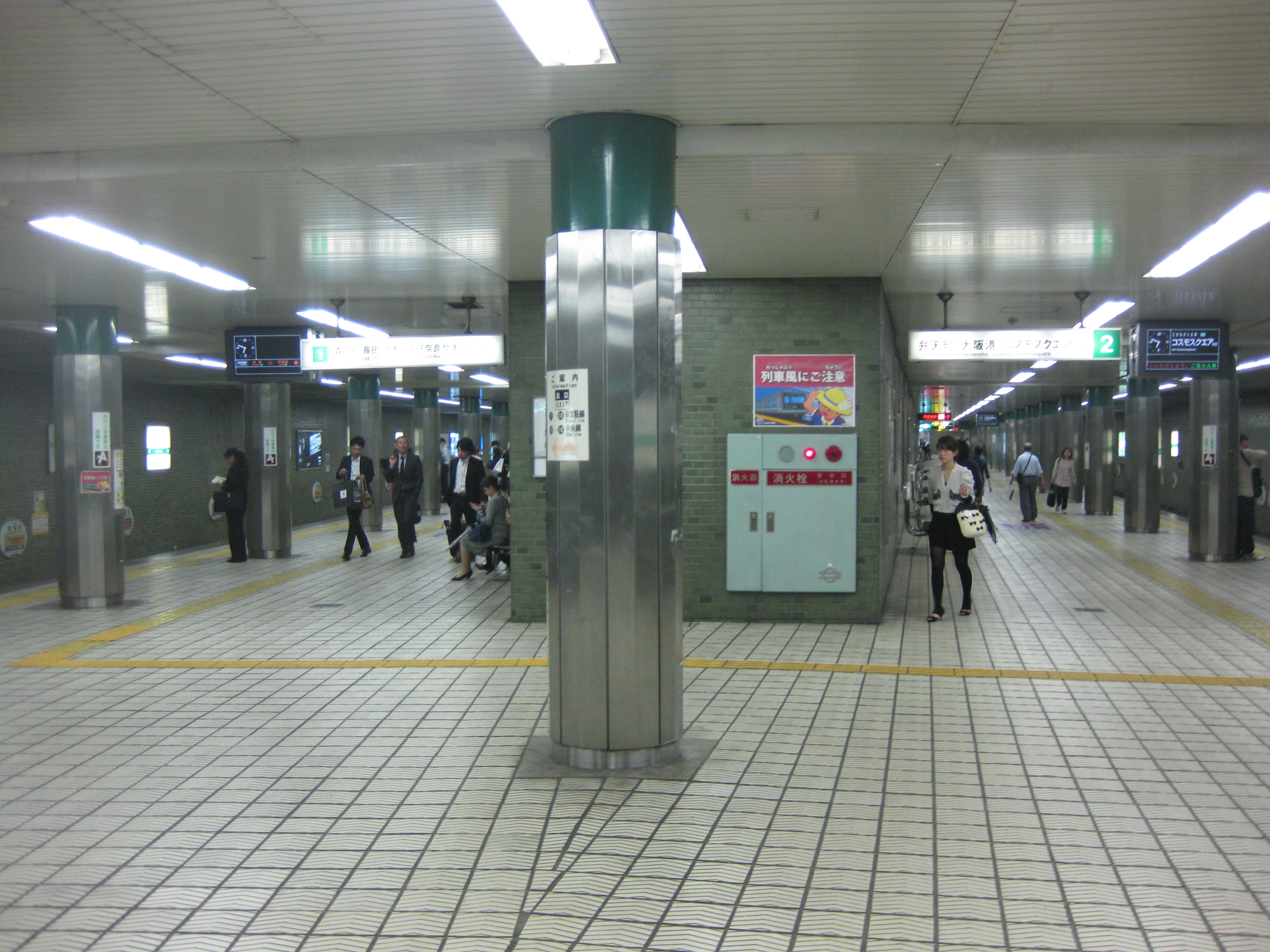
本町駅
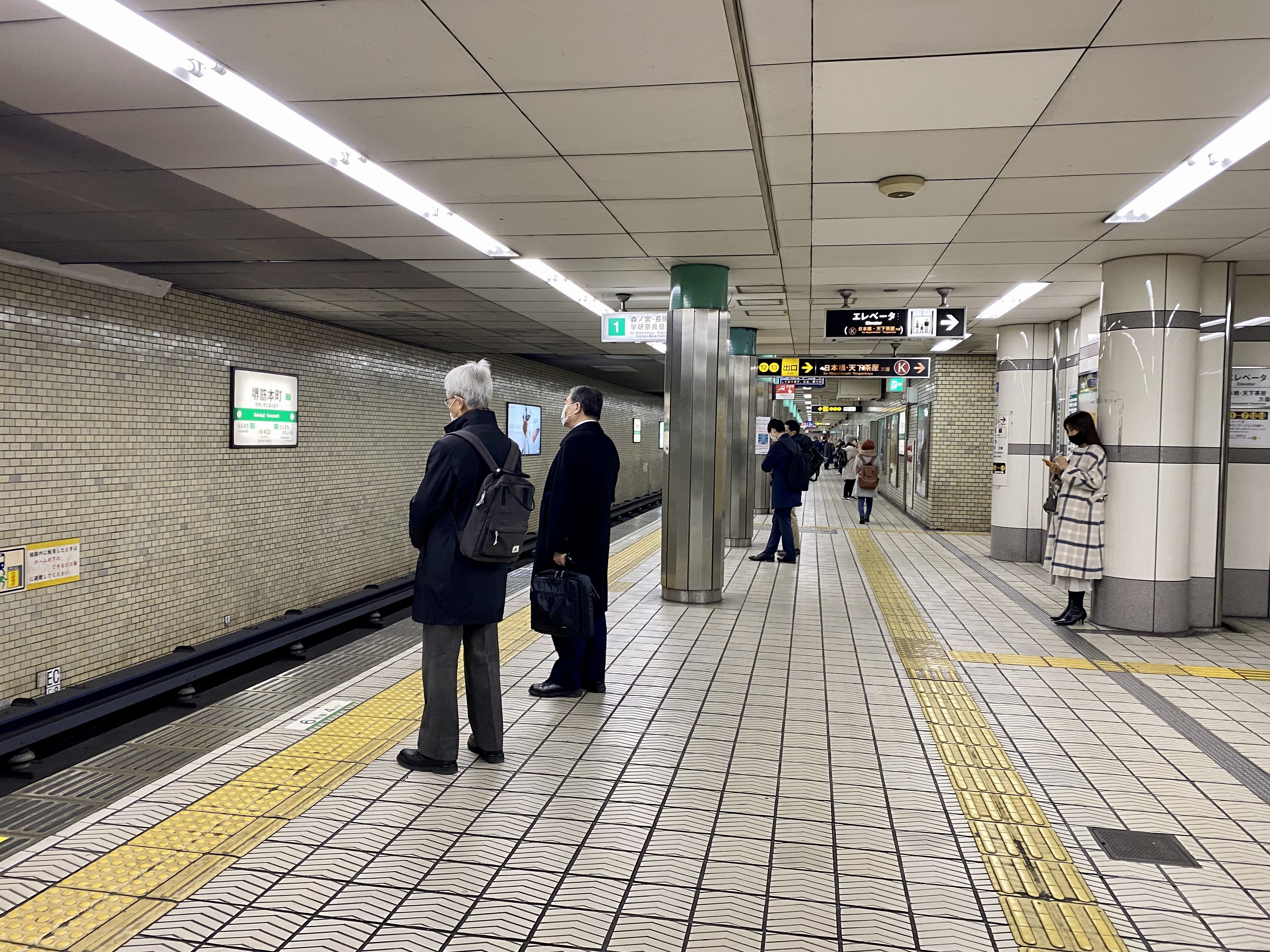
堺筋本町駅
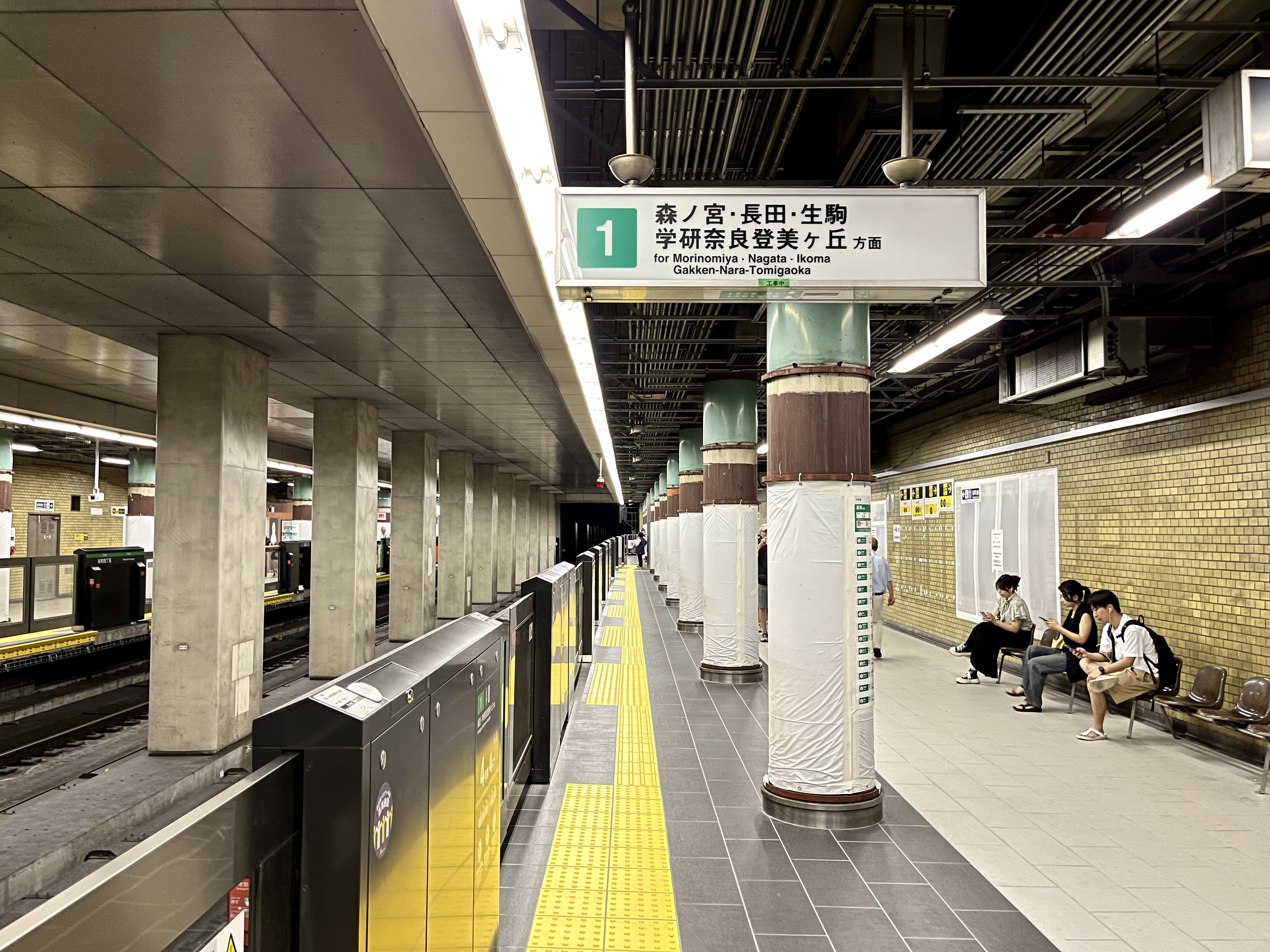
谷町四丁目駅
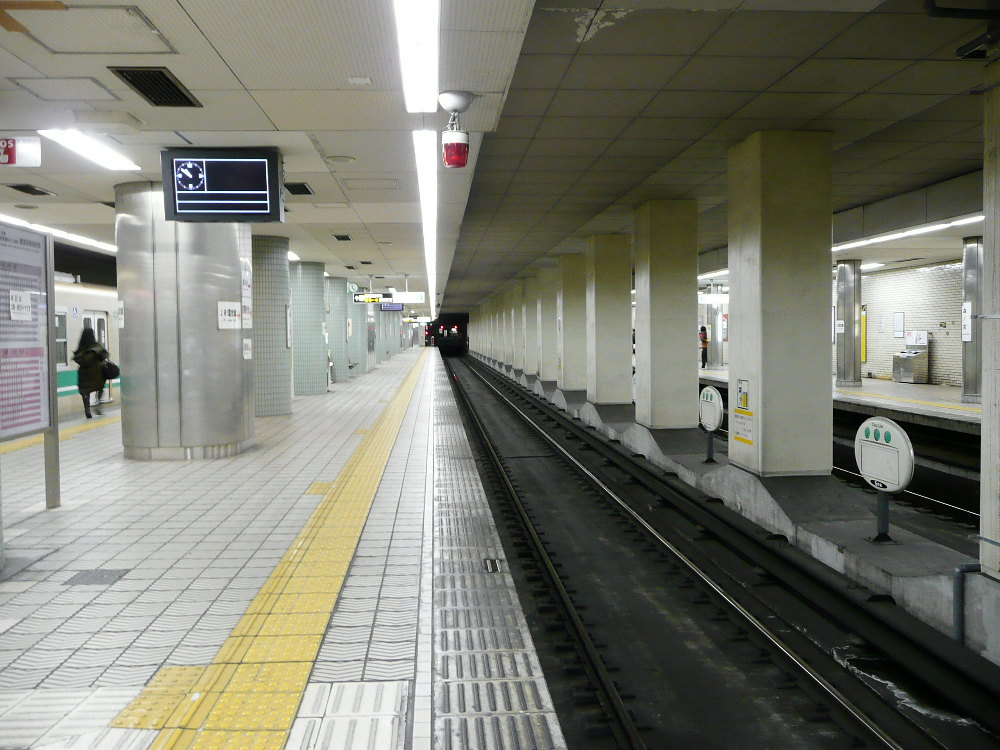
森ノ宮駅

## 駅一覧
- 全駅大阪府内に所在。

| 駅番号                             | 駅名                  | 駅間 キロ | 営業 キロ | 接続路線                                                                       | 地上／地下 | 所在地   | 所在地   |
| ---------------------------------- | --------------------- | --------- | --------- | ------------------------------------------------------------------------------ | ---------- | -------- | -------- |
| C09                                | 夢洲駅                | -         | 0.0       |                                                                                | 地下       | 大阪市   | 此花区   |
| この間で夢咲トンネルを通る。       |                       |           |           |                                                                                | 地下       | 大阪市   | 此花区   |
| 住之江区                           |                       |           |           |                                                                                | 地下       | 大阪市   |          |
| C10                                | コスモスクエア駅      | 3.2       | 3.2       | 大阪市高速電気軌道： 南港ポートタウン線（ニュートラム） (P09)                  | 地下       | 大阪市   |          |
| この間で大阪港咲洲トンネルを通る。 |                       |           |           |                                                                                | 地下       | 大阪市   |          |
| 港区                               |                       |           |           |                                                                                | 地下       | 大阪市   |          |
| C11                                | 大阪港駅 （海遊館前） | 2.4       | 5.6       |                                                                                | 地上区間   | 大阪市   |          |
| C12                                | 朝潮橋駅              | 1.5       | 7.1       |                                                                                | 地上区間   | 大阪市   |          |
| C13                                | 弁天町駅              | 1.6       | 8.7       | 西日本旅客鉄道： 大阪環状線 (JR-O15)                                           | 地上区間   | 大阪市   |          |
| C14                                | 九条駅                | 1.3       | 10.0      | 阪神電気鉄道： 阪神なんば線 (HS 44)                                            | 地上区間   | 大阪市   | 西区     |
| C15                                | 阿波座駅              | 1.5       | 11.5      | 大阪市高速電気軌道： 千日前線 (S13)                                            | 地下区間   | 大阪市   | 西区     |
| C16                                | 本町駅 （船場西）     | 1.1       | 12.6      | 大阪市高速電気軌道： 御堂筋線 (M18) ・ 四つ橋線 (Y13)                          | 地下区間   | 大阪市   | 中央区   |
| C17                                | 堺筋本町駅 （船場東） | 0.7       | 13.3      | 大阪市高速電気軌道： 堺筋線 (K15)                                              | 地下区間   | 大阪市   | 中央区   |
| C18                                | 谷町四丁目駅          | 1.0       | 14.3      | 大阪市高速電気軌道： 谷町線 (T23)                                              | 地下区間   | 大阪市   | 中央区   |
| C19                                | 森ノ宮駅              | 1.3       | 15.6      | 大阪市高速電気軌道： 長堀鶴見緑地線 (N20) 西日本旅客鉄道： 大阪環状線 (JR-O06) | 地下区間   | 大阪市   | 中央区   |
| C20                                | 緑橋駅                | 1.2       | 16.8      | 大阪市高速電気軌道： 今里筋線 (I20)                                            | 地下区間   | 大阪市   | 東成区   |
| C21                                | 深江橋駅              | 1.1       | 17.9      |                                                                                | 地下区間   | 大阪市   | 東成区   |
| C22                                | 高井田駅              | 1.4       | 19.3      | 西日本旅客鉄道： おおさか東線…高井田中央駅 (JR-F09)                            | 地下区間   | 東大阪市 | 東大阪市 |
| C23                                | 長田駅                | 1.8       | 21.1      | 近畿日本鉄道：C けいはんな線 （学研奈良登美ヶ丘駅まで直通運転）                | 地下区間   | 東大阪市 | 東大阪市 |

- 近鉄と当線との連絡乗車券（長田駅経由指定）を購入した場合、両社との接続駅である鶴橋駅・谷町九丁目駅（大阪上本町駅）・天王寺駅（大阪阿部野橋駅）・日本橋駅（近鉄日本橋駅）・難波駅（大阪難波駅）の各駅では乗り継ぎできない。

### 開業予定区間（支線）
| 駅名               | 駅間 キロ | 営業 キロ | 接続路線 | 地上／地下 | 所在地 | 所在地 |
| ------------------ | --------- | --------- | --- | ---------- | ------ | ------ |
| 森ノ宮駅           | -         | 0.0       | 大阪市高速電気軌道： 中央線 (C19)（夢洲方面・長田方面）・ 長堀鶴見緑地線 (N20) 西日本旅客鉄道： 大阪環状線 (JR-O06) | 地下       | 大阪市 | 中央区 |
| 森之宮新駅（仮称） | 1.1       | 1.1       | | 地上       | 大阪市 | 城東区 |

## 近鉄特急乗り入れ計画
2019年1月19日、近鉄は近鉄奈良駅から大阪・関西万博の会場となる夢洲まで、けいはんな線経由でOsaka Metro中央線に近鉄特急を乗り入れる計画を明らかにした。生駒駅付近に奈良線とけいはんな線を結ぶ渡り線を設けて中央線への直通運転を行えるようにする。奈良線は架空電車線方式、けいはんな線・中央線は第三軌条方式と集電方式が異なるため、両方式に対応した専用の特急車を開発することを検討している。同年5月14日に近鉄グループホールディングスが発表した「近鉄グループ経営計画」にも万博・IR誘致に向けて夢洲への直通列車を検討する旨が記載された。2021年には、IRの開業が遅れる見通しから万博開幕前の直通列車運転開始の見送り検討が報じられたが、同年5月14日に近鉄グループホールディングスが発表した「近鉄グループ中期経営計画2024」では夢洲直通列車の継続検討が引き続き記載されている。
なお、夢洲直通が実現すれば、日本の地下鉄路線の有料特急列車としては東京メトロ千代田線に次ぐもの、第三軌条方式の路線の優等列車としては横浜市営地下鉄ブルーラインに次ぐもの、第三軌条方式の路線の特急列車および有料列車は日本初となり、地下鉄線内でも通過運転が行われれば、首都圏以外では神戸市営地下鉄西神・山手線にあった快速以来で、大阪の地下鉄では初めてとなる。

## 支線計画
2022年11月16日に、森ノ宮駅から森之宮検車場までの線路を活用し、近隣に大阪公立大学のキャンパスを2025年に開設する計画に合わせた形で、地上に新駅を設置することが検討されていると報道された。新駅の名称として「大阪公立大学前」駅などが候補として挙げられている。
2022年12月21日に支線計画（森之宮地区新駅）について正式に発表があり、発表によると検車場内の留置線の跡地に建設され、駅舎は卵型のデザインとなるほか、大阪・関西万博終了後の2028年春の開業を予定している。2024年6月28日には軌道事業特許を取得した。
地下鉄における車庫への回送線の旅客路線化は東京メトロ千代田線の北綾瀬支線の例がある。大阪では支線ではなく本線の一部となったが、谷町線の大日検車場の回送線の前例がある（守口駅開業時に開設、大日駅開業時に旅客線化）。

## 利用状況
2023年度の一日平均輸送人員は318,000人で、御堂筋線、谷町線、堺筋線に次ぐ第4位の輸送人員を記録している。また、コロナ禍による活動自粛の影響があった2020年度から2022年度までは僅かに堺筋線を上回り、第3位の輸送人員を記録していた。
大阪市営地下鉄時代の2017年度決算における経常収支は約61億円の黒字、営業収支は約63億円の黒字、営業係数は63.3である。営業係数が70を下回っているのは当路線と御堂筋線 (44.8) のみであった。
| 年度               | 収支状況         | 収支状況         | 収支状況         | 収支状況         | 収支状況         | 収支状況         | 収支状況         | 一日平均 輸送人員：人 | 特記事項 |
| 年度               | 経常収支：百万円 | 経常収支：百万円 | 経常収支：百万円 | 営業収支：百万円 | 営業収支：百万円 | 営業収支：百万円 | 営業収支：百万円 | 一日平均 輸送人員：人 | 特記事項 |
| 年度               | 収益             | 費用             | 収支差引         | 収益             | 費用             | 収支差引         | 営業係数         | 一日平均 輸送人員：人 | 特記事項 |
| ------------------ | ---------------- | ---------------- | ---------------- | ---------------- | ---------------- | ---------------- | ---------------- | --------------------- | -------- |
| 2002年（平成14年） |                  |                  |                  |                  |                  |                  |                  | 254,000               |          |
| 2006年（平成18年） | 14,797           | 15,110           | △ 313            |                  |                  |                  |                  |                       |          |
| 2007年（平成19年） | 18,633           | 14,745           | 3,888            | 16,915           | 12,285           | 4,630            | 72.6             | 294,597               |          |
| 2008年（平成20年） | 18,205           | 13,435           | 4,770            | 16,547           | 11,587           | 4,960            | 70.0             | 290,789               |          |
| 2009年（平成21年） | 18,164           | 12,884           | 5,280            | 16,485           | 11,203           | 5,282            | 68.0             | 289,892               |          |
| 2010年（平成22年） | 17,901           | 13,200           | 4,701            | 16,317           | 11,295           | 5,022            | 69.2             | 288,651               |          |
| 2011年（平成23年） | 17,068           | 13,507           | 3,561            | 16,307           | 11,735           | 4,572            | 72.0             | 288,106               |          |
| 2012年（平成24年） | 16,858           | 12,109           | 4,749            | 16,542           | 10,823           | 5,719            | 65.4             | 293,065               |          |
| 2013年（平成25年） | 17,187           | 11,866           | 5,321            | 16,779           | 10,651           | 6,128            | 63.5             | 297,766               |          |
| 2014年（平成26年） | 18,399           | 12,054           | 6,345            | 16,436           | 10,975           | 5,461            | 66.8             | 299,892               |          |
| 2015年（平成27年） | 17,329           | 12,052           | 5,277            | 16,736           | 11,042           | 5,694            | 66.0             | 308,000               |          |
| 2016年（平成28年） | 17,680           | 12,559           | 5,121            | 17,167           | 11,567           | 5,600            | 67.4             | 313,000               |          |
| 2017年（平成29年） | 18,075           | 11,955           | 6,120            | 17,428           | 11,038           | 6,390            | 63.3             | 320,000               |          |
| 2018年（平成30年） |                  |                  |                  |                  |                  |                  |                  | 327,000               |          |
| 2019年（令和元年） |                  |                  |                  |                  |                  |                  |                  | 329,000               |          |
| 2020年（令和2年）  |                  |                  |                  |                  |                  |                  |                  | 249,000               |          |
| 2021年（令和3年）  |                  |                  |                  |                  |                  |                  |                  | 259,000               |          |
| 2022年（令和4年）  |                  |                  |                  |                  |                  |                  |                  | 290,000               |          |
| 2023年（令和5年）  |                  |                  |                  |                  |                  |                  |                  | 318,000               |          |

2023年度の朝ラッシュ時の最混雑区間は森ノ宮 → 谷町四丁目間であり、ピーク時（7:50 - 8:50）の混雑率は128%である。これは御堂筋線に次いで高い混雑率である。ベッドタウンの東大阪市・生駒市からビジネス街の本町・船場への通勤路線として平日朝・夕方は極めて混雑しやすい一方、ラッシュ終了後や土日祝は比較的閑散としており、混雑の落差が激しい。
| 年度               | 最混雑区間輸送実績 | 最混雑区間輸送実績 | 最混雑区間輸送実績 | 最混雑区間輸送実績 | 最混雑区間輸送実績    | 最混雑区間輸送実績    | 最混雑区間輸送実績    | 最混雑区間輸送実績    | 特記事項                                  |
| 年度               | 阿波座 → 本町間    | 阿波座 → 本町間    | 阿波座 → 本町間    | 阿波座 → 本町間    | 森ノ宮 → 谷町四丁目間 | 森ノ宮 → 谷町四丁目間 | 森ノ宮 → 谷町四丁目間 | 森ノ宮 → 谷町四丁目間 | 特記事項                                  |
| 年度               | 運転本数：本       | 輸送力：人         | 輸送量：人         | 混雑率：%          | 運転本数：本          | 輸送力：人            | 輸送量：人            | 混雑率：%             | 特記事項                                  |
| ------------------ | ------------------ | ------------------ | ------------------ | ------------------ | --------------------- | --------------------- | --------------------- | --------------------- | ----------------------------------------- |
| 1985年（昭和60年） |                    |                    |                    |                    |                       |                       |                       | 94                    | 東行きの最混雑区間は本町 → 堺筋本町間     |
| 1989年（平成元年） | 15                 | 11,430             | 10,438             | 91                 | 15                    | 11,430                | 13,605                | 119                   |                                           |
| 1990年（平成02年） | 15                 | 11,430             | 10,640             | 93                 | 15                    | 11,430                | 14,865                | 130                   |                                           |
| 1991年（平成03年） | 15                 | 11,430             | 10,770             | 94                 | 15                    | 11,430                | 15,046                | 132                   |                                           |
| 1992年（平成04年） | 15                 | 11,430             | 10,890             | 95                 | 15                    | 11,430                | 15,420                | 135                   |                                           |
| 1993年（平成05年） | 15                 | 11,430             | 10,780             | 94                 | 15                    | 11,430                | 15,300                | 134                   |                                           |
| 1999年（平成11年） | 14                 | 10,668             | 8,547              | 80                 | 15                    | 11,430                | 14,075                | 123                   |                                           |
| 2000年（平成12年） | 14                 | 10,668             | 9,132              | 86                 | 15                    | 11,430                | 14,676                | 128                   |                                           |
| 2001年（平成13年） |                    |                    |                    |                    |                       |                       |                       |                       |                                           |
| 2002年（平成14年） |                    |                    |                    |                    |                       |                       |                       |                       |                                           |
| 2003年（平成15年） | 14                 | 10,668             | 9,145              | 86                 | 15                    | 11,430                | 14,585                | 128                   |                                           |
| 2004年（平成16年） |                    |                    |                    |                    |                       |                       |                       |                       |                                           |
| 2005年（平成17年） |                    |                    |                    |                    |                       |                       |                       |                       |                                           |
| 2006年（平成18年） |                    |                    |                    |                    |                       |                       |                       |                       |                                           |
| 2007年（平成19年） | 13                 | 10,452             | 8,959              | 86                 | 16                    | 12,864                | 16,914                | 132                   |                                           |
| 2008年（平成20年） | 13                 | 10,452             | 9,111              | 87                 | 16                    | 12,864                | 17,328                | 135                   |                                           |
| 2009年（平成21年） | 13                 | 10,452             | 9,178              | 88                 | 16                    | 12,864                | 17,003                | 132                   |                                           |
| 2010年（平成22年） | 13                 | 10,452             | 9,200              | 88                 | 16                    | 12,864                | 16,792                | 131                   |                                           |
| 2011年（平成23年） | 13                 | 10,452             | 9,220              | 88                 | 16                    | 12,864                | 16,749                | 130                   |                                           |
| 2012年（平成24年） | 13                 | 10,452             | 9,006              | 86                 | 16                    | 12,864                | 16,990                | 132                   |                                           |
| 2013年（平成25年） | 13                 | 10,452             | 9,301              | 89                 | 16                    | 12,864                | 17,394                | 135                   |                                           |
| 2014年（平成26年） | 13                 | 10,452             | 9,349              | 89                 | 16                    | 12,864                | 17,311                | 135                   |                                           |
| 2015年（平成27年） | 13                 | 10,452             | 9,449              | 90                 | 16                    | 12,864                | 17,955                | 140                   |                                           |
| 2016年（平成28年） | 13                 | 10,452             | 9,556              | 91                 | 16                    | 12,864                | 18,097                | 141                   |                                           |
| 2017年（平成29年） | 15                 | 12,150             | 9,714              | 80                 | 16                    | 12,960                | 18,661                | 144                   |                                           |
| 2018年（平成30年） | 13                 | 10,530             | 9,680              | 92                 | 17                    | 13,770                | 18,838                | 137                   | 東行きの最混雑区間を阿波座 → 本町間に変更 |
| 2019年（令和元年） | 13                 | 10,452             | 9,934              | 95                 | 17                    | 13,668                | 19,114                | 140                   |                                           |
| 2020年（令和02年） | 13                 | 10,452             | 8,288              | 79                 | 17                    | 13,668                | 15,340                | 112                   |                                           |
| 2021年（令和03年） | 14                 | 11,256             | 8,425              | 75                 | 17                    | 13,668                | 15,688                | 115                   |                                           |
| 2022年（令和04年） | 13                 | 10,452             | 9,093              | 87                 | 17                    | 13,668                | 16,250                | 119                   |                                           |
| 2023年（令和05年） | 14                 | 11,256             | 9,723              | 86                 | 17                    | 13,668                | 17,517                | 128                   |                                           |

## 輸送実績

### 中央線利用分
| 調査年月日     | 乗車人員（人） | 乗車人員（人） | 乗車人員（人） | 降車人員（人） | 降車人員（人） | 降車人員（人） |
| 調査年月日     | 定期利用       | 定期外利用     | 合計           | 定期利用       | 定期外利用     | 合計           |
| -------------- | -------------- | -------------- | -------------- | -------------- | -------------- | -------------- |
| 1998年11月10日 | 96,675         | 89,812         | 186,487        | 99,204         | 89,559         | 188,763        |
| 2007年11月13日 | 101,089        | 115,899        | 216,988        | 101,437        | 115,366        | 216,803        |

### 相互直通運転区間利用分
以下は、地下鉄中央線との相互直通運転区間である近畿日本鉄道けいはんな線の長田 - 学研奈良登美ヶ丘駅間を利用した輸送人員である。
なお、2006年3月27日までの路線名は近畿日本鉄道東大阪線で、その相互直通運転区間も長田 - 生駒間であった。
| 調査年月日     | 乗車人員（人） | 乗車人員（人） | 乗車人員（人） | 降車人員（人） | 降車人員（人） | 降車人員（人） |
| 調査年月日     | 定期利用       | 定期外利用     | 合計           | 定期利用       | 定期外利用     | 合計           |
| -------------- | -------------- | -------------- | -------------- | -------------- | -------------- | -------------- |
| 1998年11月10日 | 20,473         | 9,211          | 29,684         | 18,304         | 9,049          | 27,353         |
| 2007年11月13日 | 21,155         | 11,737         | 32,892         | 19,651         | 9,724          | 29,375         |

## 駅別乗降人員
| 1998年11月10日調査結果 | 1998年11月10日調査結果 | 1998年11月10日調査結果 | 1998年11月10日調査結果 | 1998年11月10日調査結果 | 1998年11月10日調査結果 | 1998年11月10日調査結果 | 1998年11月10日調査結果                                      |
| 駅名                   | 乗車人員（人）         | 乗車人員（人）         | 乗車人員（人）         | 降車人員（人）         | 降車人員（人）         | 降車人員（人）         | 備考                                                        |
| 駅名                   | 定期利用               | 定期外利用             | 合計                   | 定期利用               | 定期外利用             | 合計                   | 備考                                                        |
| ---------------------- | ---------------------- | ---------------------- | ---------------------- | ---------------------- | ---------------------- | ---------------------- | ----------------------------------------------------------- |
| コスモスクエア         | 4,039                  | 1,396                  | 5,435                  | 3,761                  | 1,826                  | 5,587                  | 当時は大阪港トランスポートシステム (OTS) テクノポート線の駅 |
| 大阪港                 | 3,855                  | 5,127                  | 8,982                  | 4,413                  | 5,214                  | 9,627                  |                                                             |
| 朝潮橋                 | 4,977                  | 5,385                  | 10,362                 | 5,124                  | 5,226                  | 10,350                 |                                                             |
| 弁天町                 | 8,372                  | 8,758                  | 17,130                 | 7,880                  | 7,521                  | 15,401                 |                                                             |
| 九条                   | 3,658                  | 4,300                  | 7,958                  | 4,145                  | 4,519                  | 8,664                  |                                                             |
| 阿波座                 | 5,689                  | 5,806                  | 11,495                 | 6,250                  | 5,634                  | 11,884                 |                                                             |
| 本町                   | 7,023                  | 7,541                  | 14,564                 | 6,985                  | 7,818                  | 14,803                 |                                                             |
| 堺筋本町               | 9,365                  | 10,775                 | 20,140                 | 11,053                 | 11,293                 | 22,346                 |                                                             |
| 谷町四丁目             | 3,899                  | 7,304                  | 11,203                 | 4,786                  | 7,216                  | 12,002                 |                                                             |
| 森ノ宮                 | 6,631                  | 7,552                  | 14,183                 | 6,654                  | 7,100                  | 13,754                 |                                                             |
| 緑橋                   | 4,631                  | 5,400                  | 10,031                 | 4,958                  | 5,218                  | 10,176                 |                                                             |
| 深江橋                 | 5,482                  | 4,613                  | 10,095                 | 5,582                  | 4,891                  | 10,473                 |                                                             |
| 高井田                 | 3,185                  | 2,540                  | 5,725                  | 3,353                  | 2,515                  | 5,868                  |                                                             |
| 長田                   | 5,396                  | 4,104                  | 9,500                  | 5,956                  | 4,519                  | 10,475                 |                                                             |

| 2007年11月13日調査結果 | 2007年11月13日調査結果 | 2007年11月13日調査結果 | 2007年11月13日調査結果 | 2007年11月13日調査結果 | 2007年11月13日調査結果 | 2007年11月13日調査結果 | 2007年11月13日調査結果   |
| 駅名                   | 乗車人員（人）         | 乗車人員（人）         | 乗車人員（人）         | 降車人員（人）         | 降車人員（人）         | 降車人員（人）         | 備考                     |
| 駅名                   | 定期利用               | 定期外利用             | 合計                   | 定期利用               | 定期外利用             | 合計                   | 備考                     |
| ---------------------- | ---------------------- | ---------------------- | ---------------------- | ---------------------- | ---------------------- | ---------------------- | ------------------------ |
| コスモスクエア         | 5,233                  | 3,866                  | 9,099                  | 4,113                  | 3,592                  | 7,705                  | 南港ポートタウン線を含む |
| 大阪港                 | 3,812                  | 5,056                  | 8,868                  | 3,774                  | 5,072                  | 8,846                  |                          |
| 朝潮橋                 | 4,147                  | 5,746                  | 9,893                  | 4,090                  | 5,710                  | 9,800                  |                          |
| 弁天町                 | 7,958                  | 11,502                 | 19,460                 | 8,053                  | 10,560                 | 18,613                 |                          |
| 九条                   | 3,310                  | 4,838                  | 8,148                  | 3,427                  | 4,919                  | 8,346                  |                          |
| 阿波座                 | 8,627                  | 13,262                 | 21,889                 | 9,130                  | 13,626                 | 22,756                 | 千日前線を含む           |
| 本町                   | 51,802                 | 62,542                 | 114,344                | 53,986                 | 64,738                 | 118,724                | 御堂筋線・四つ橋線を含む |
| 堺筋本町               | 22,257                 | 31,304                 | 53,561                 | 24,779                 | 34,731                 | 59,510                 | 堺筋線を含む             |
| 谷町四丁目             | 14,537                 | 27,182                 | 41,719                 | 15,429                 | 27,836                 | 43,265                 | 谷町線を含む             |
| 森ノ宮                 | 6,425                  | 9,031                  | 15,456                 | 6,427                  | 8,441                  | 14,868                 | 長堀鶴見緑地線を含む     |
| 緑橋                   | 4,195                  | 5,535                  | 9,730                  | 4,098                  | 5,211                  | 9,309                  | 今里筋線を含む           |
| 深江橋                 | 4,933                  | 5,567                  | 10,500                 | 4,881                  | 5,412                  | 10,293                 |                          |
| 高井田                 | 3,010                  | 2,917                  | 5,927                  | 2,997                  | 2,814                  | 5,811                  |                          |
| 長田                   | 6,027                  | 5,538                  | 11,565                 | 6,017                  | 5,554                  | 11,571                 |                          |